# Église de Saint-Quantin-de-Rançanne
 (janvier 2022).
L'église Saint-Quentin est une église de style roman saintongeais située à Saint-Quantin-de-Rançanne en Saintonge, dans le département français de la Charente-Maritime en région Nouvelle-Aquitaine.

## Historique et description
L'église, dédiée à saint Quentin, de Saint-Quantin-de-Rançanne fut construite en style roman au XIIe siècle. Le plan de l'édifice est simple : une nef unique, suivie d'une travée sous clocher et se terminant avec une abside en hémicycle. Le clocher-mur originel, qui s'élevait au-dessus du chœur, a été totalement détruit pendant les guerres de Religion du XVIe siècle. Un nouveau clocher-mur a été construit au-dessus de la façade occidentale. Il est formé d'un mur pignon et porte deux baies campaniles.

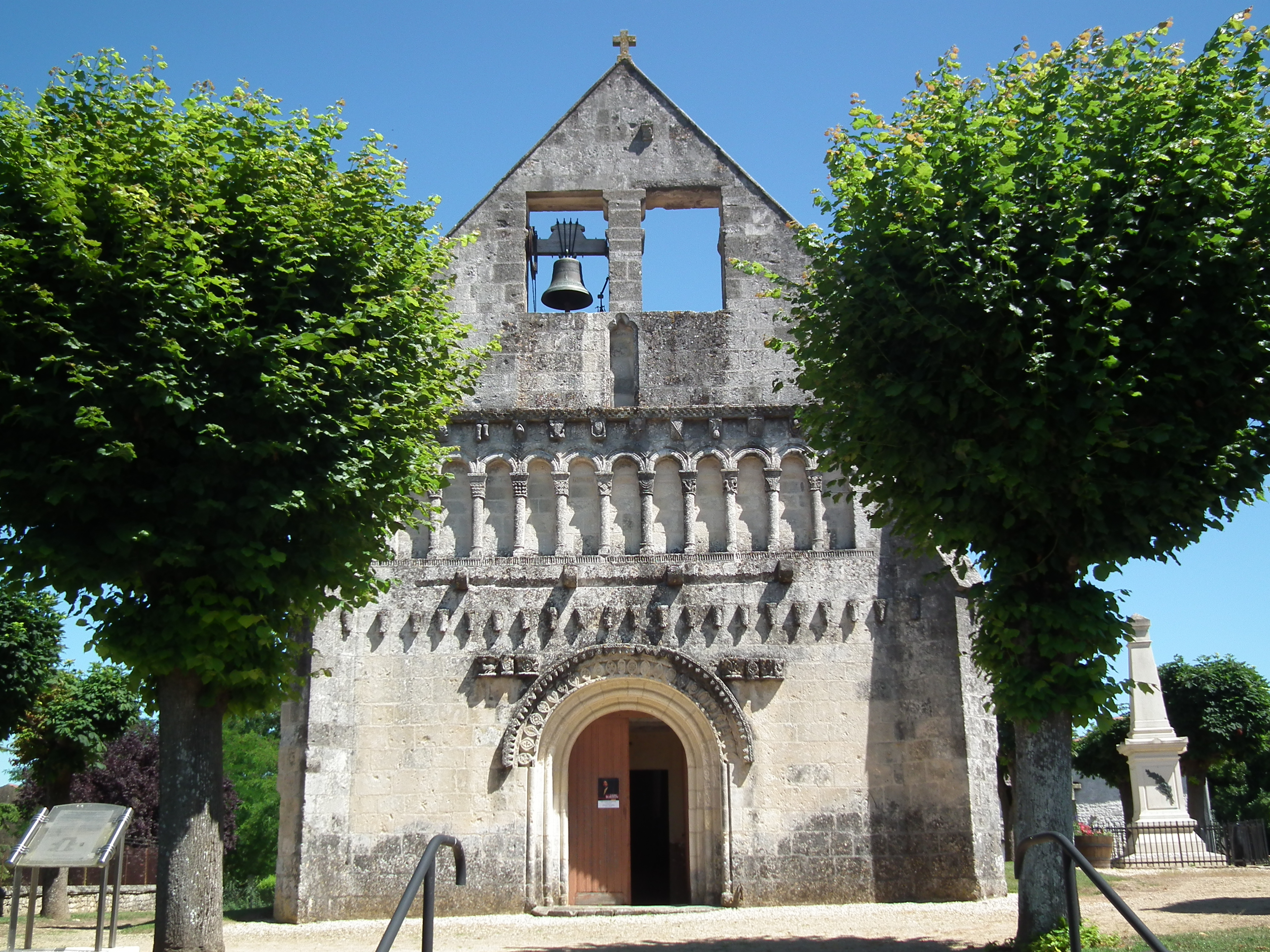
Façade ouest.
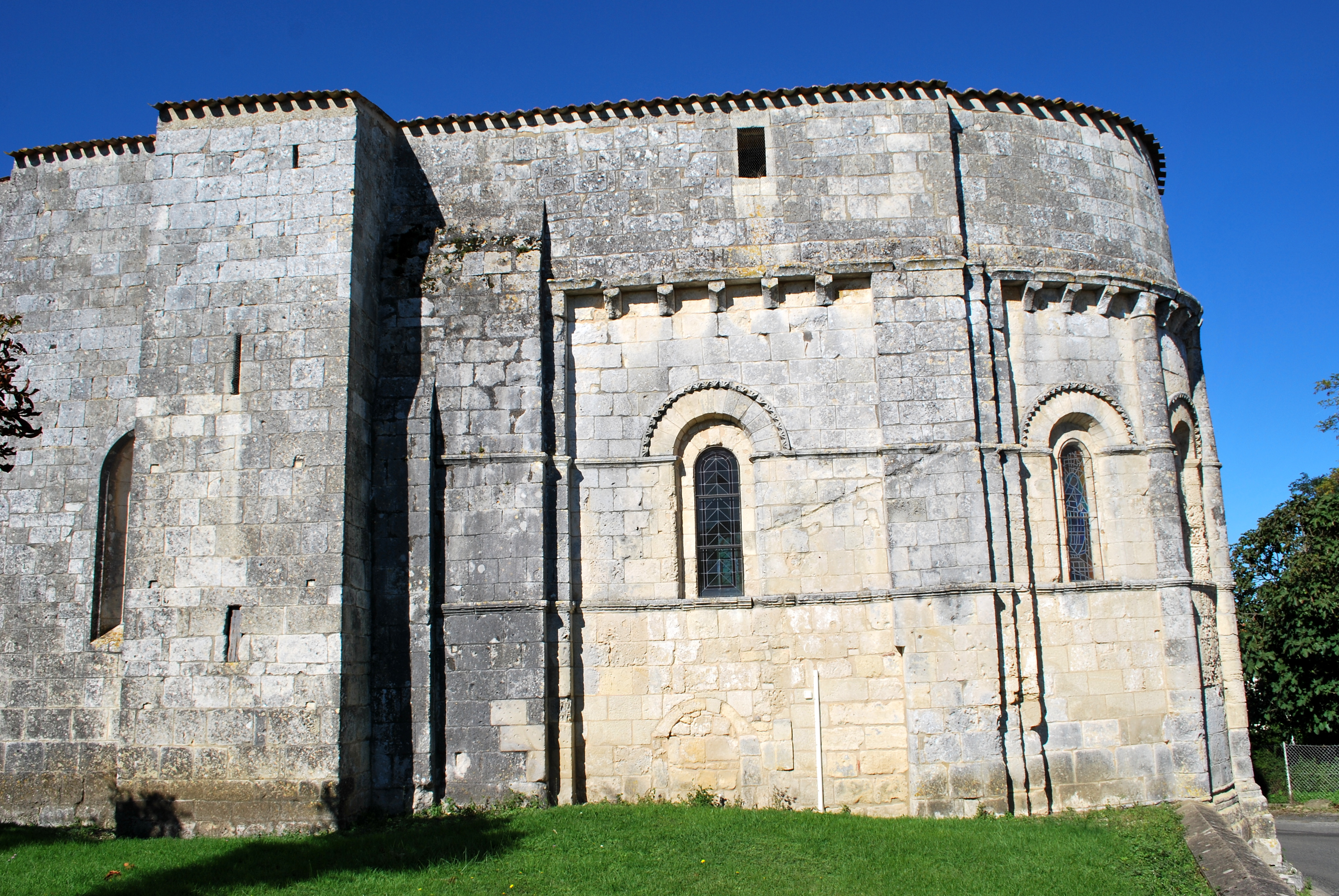
Vue sud du chœur.
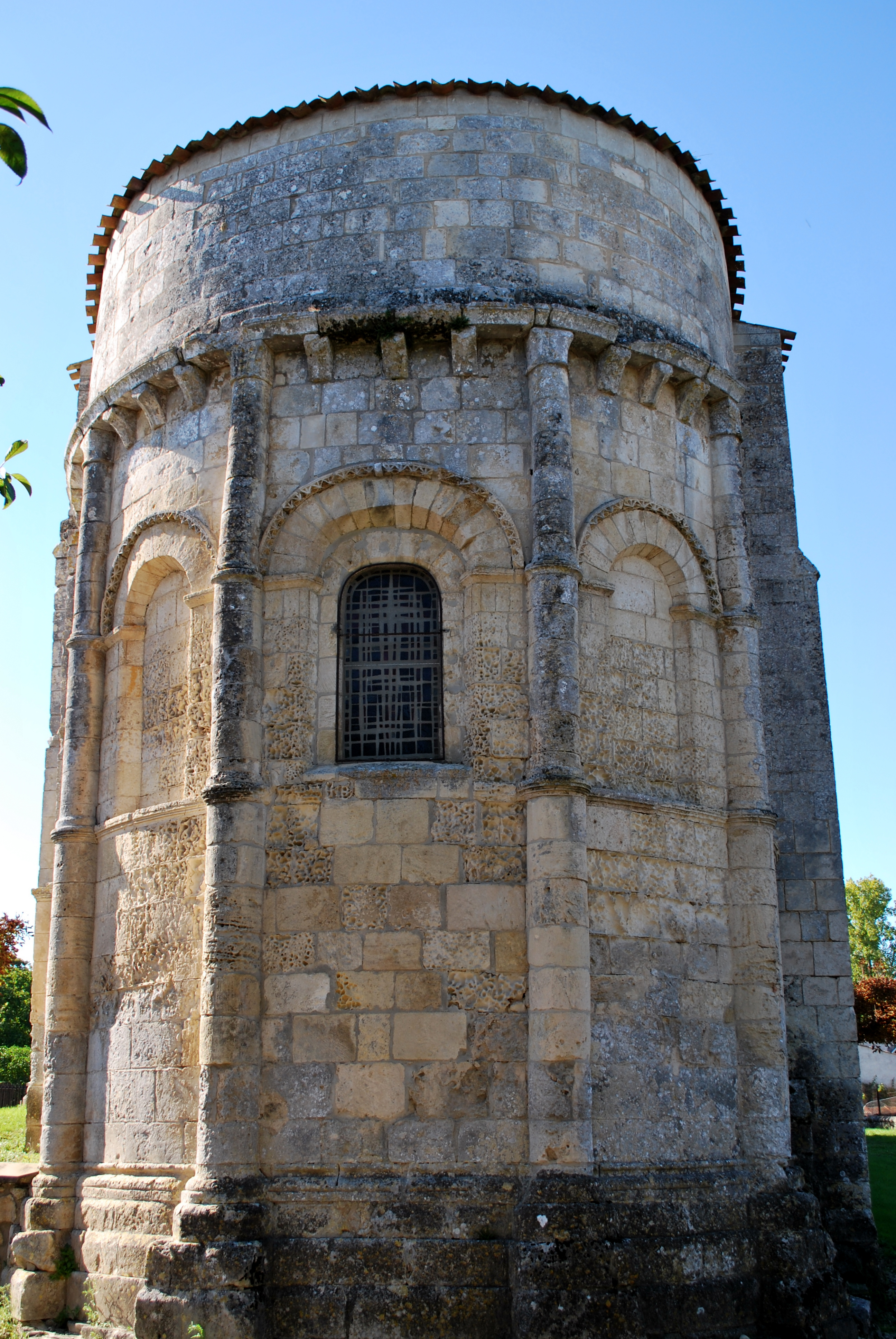
Vue est du chevet.
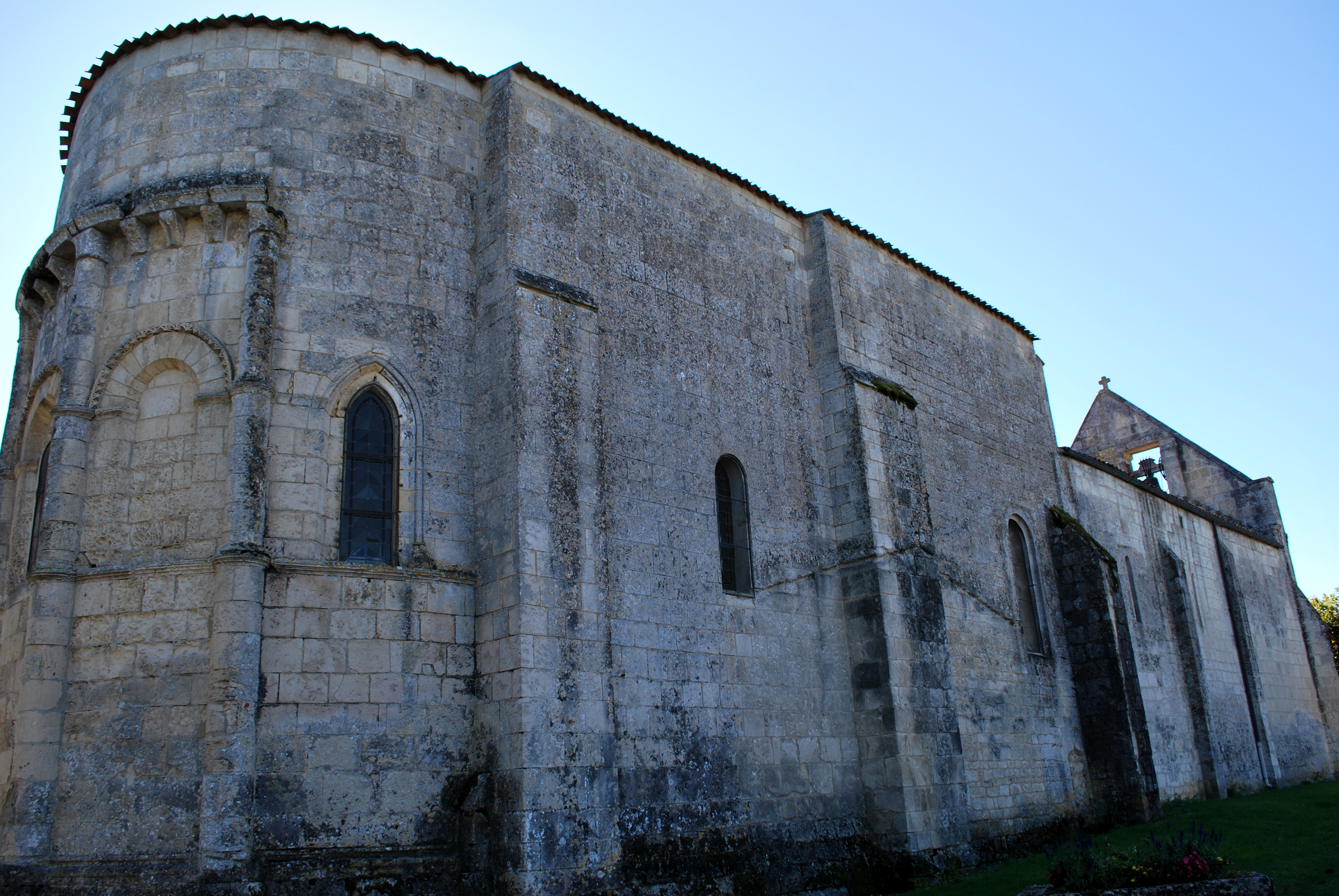
Vue du nord-est.

### L'intérieur
À l'intérieur, la nef, aux murs plâtrés et chaulés et éclairée par de très petites baies romanes, est couverte d'un charpente.

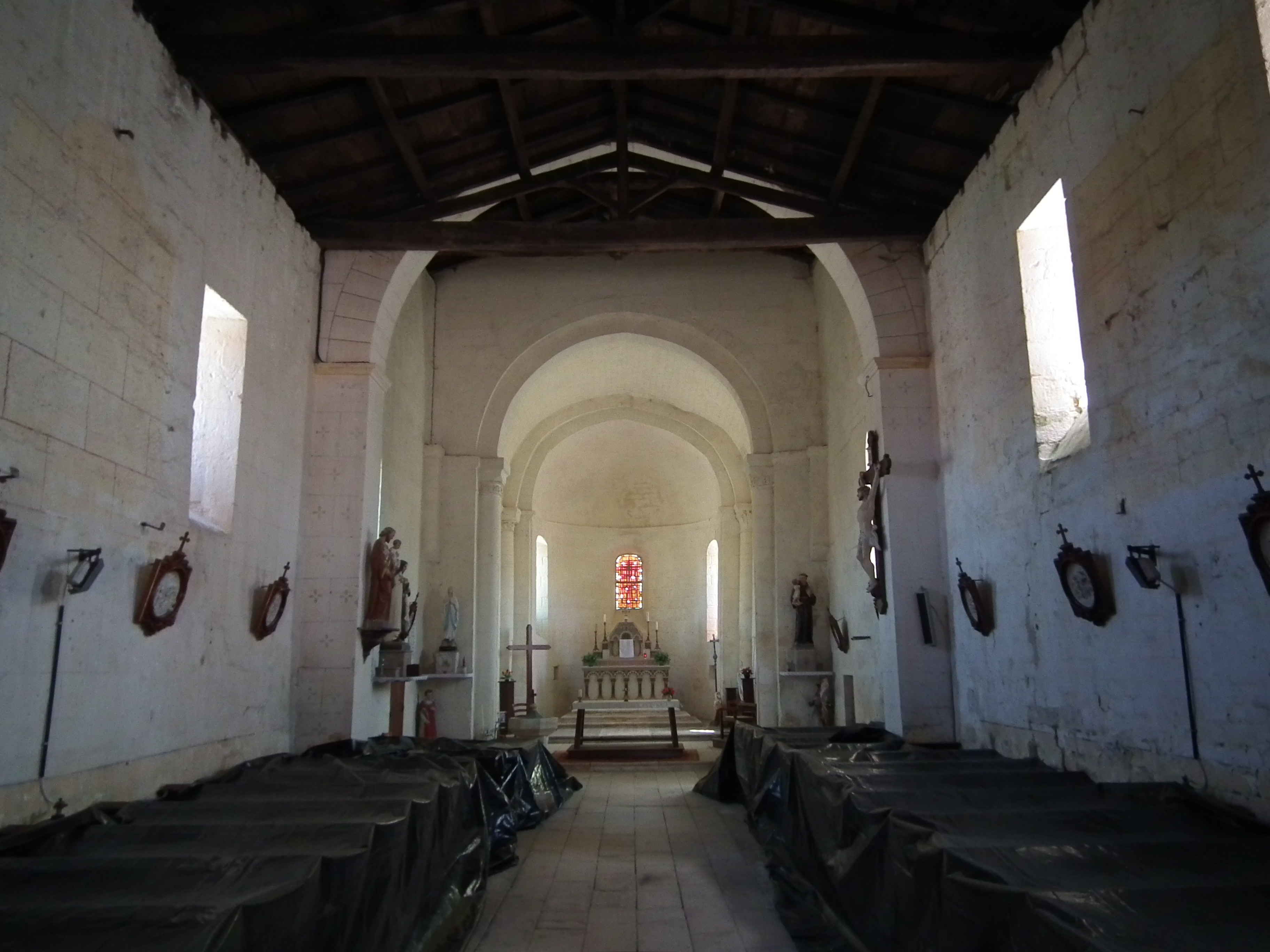
La nef.

Un arc, dont le sommet est coupé par la charpente, sépare la nef d'une travée plus haute, couverte d'un plafond cintré en bois.
Un autre arc à double ressaut, appuyé sur des colonnes adossées à des piliers saillants, délimite le chœur qui, avec l'abside, est voûté en pierre. L'un est cintré légèrement brisé, l'autre en cul-de-four.
Une tribune, reposant sur des colonnes modernes en pierre, occupe la partie antérieure de la nef.
Sur le mur nord de la nef on trouve un tableau représentant la Pentecôte : quatorze personnages, apôtres et anges entourent la Sainte Vierge survolée par la Colombe, tandis que du ciel tombent les langues de flamme. La particularité de ce tableau est qu'il est taillé en demi-relief dans un panneau de bois massif. Il date du XVIIe siècle.
À l'extérieur, sur le mur sud de la nef, on peut observer les vestiges d'un cadran canonial et quelques marques de tâcherons. Une croix de cimetière se trouve à l'emplacement de l'ancien cimetière.

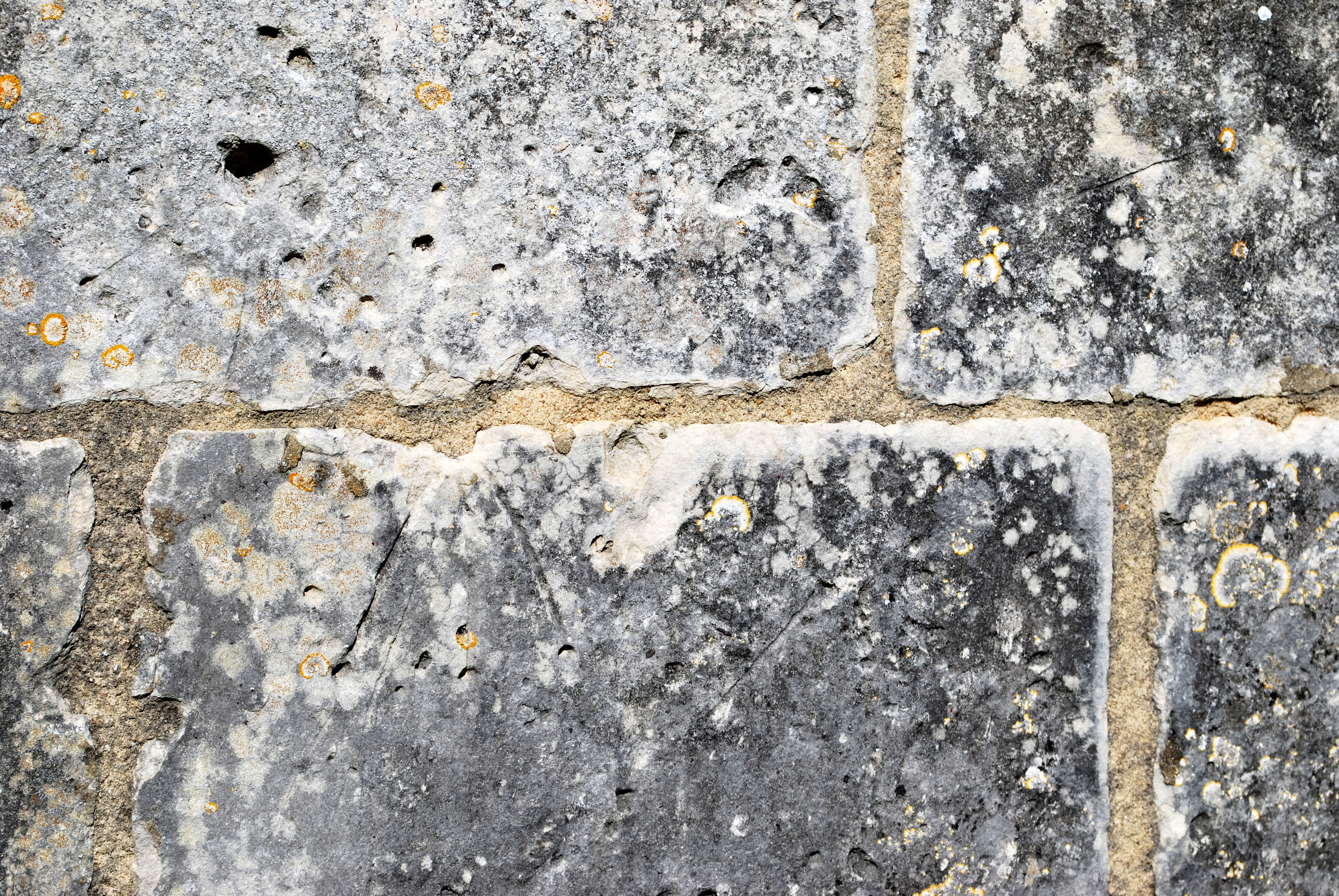
Cadran canonial (vestiges).
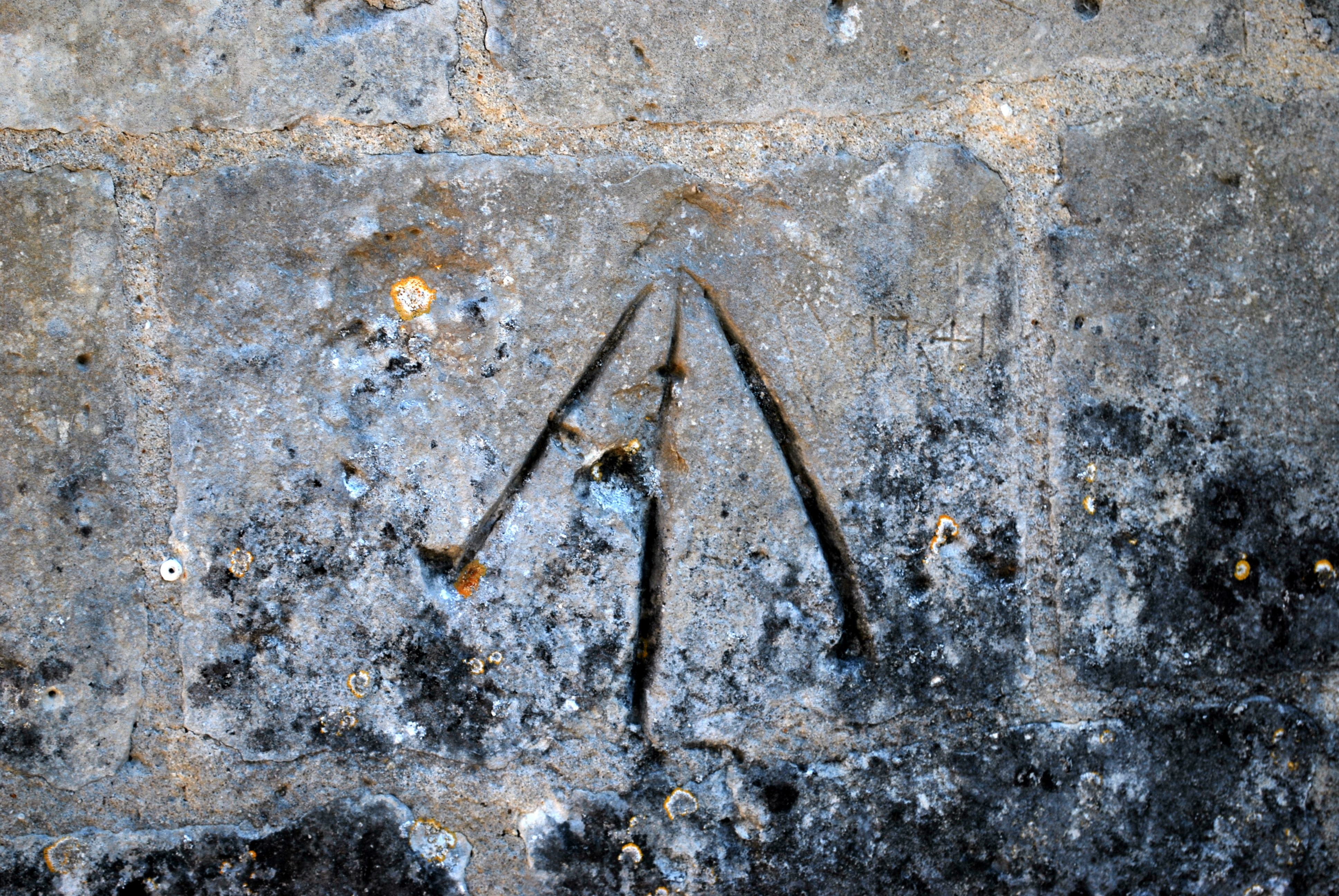
Marque de tâcheron A.
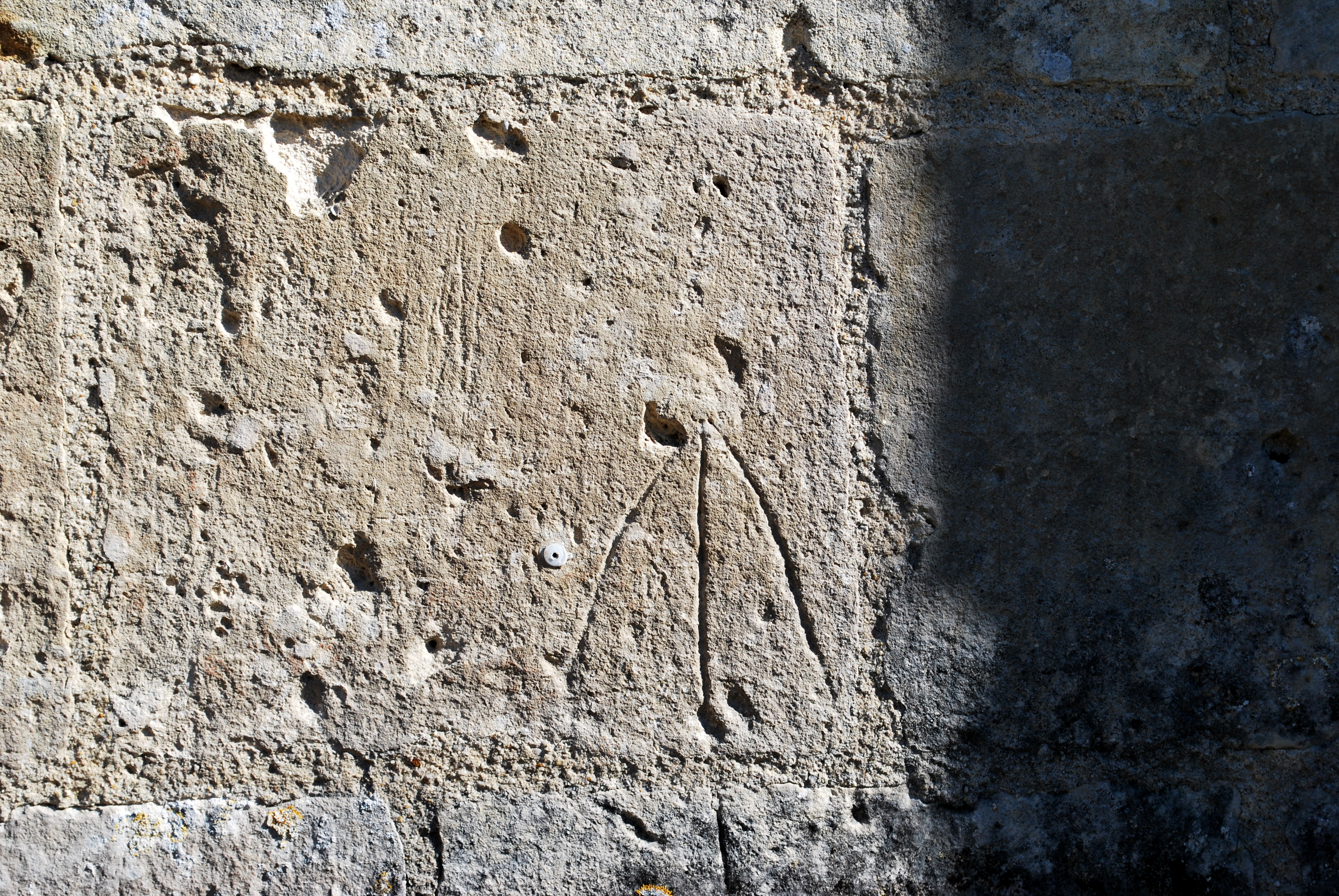
Marque de tâcheron B.
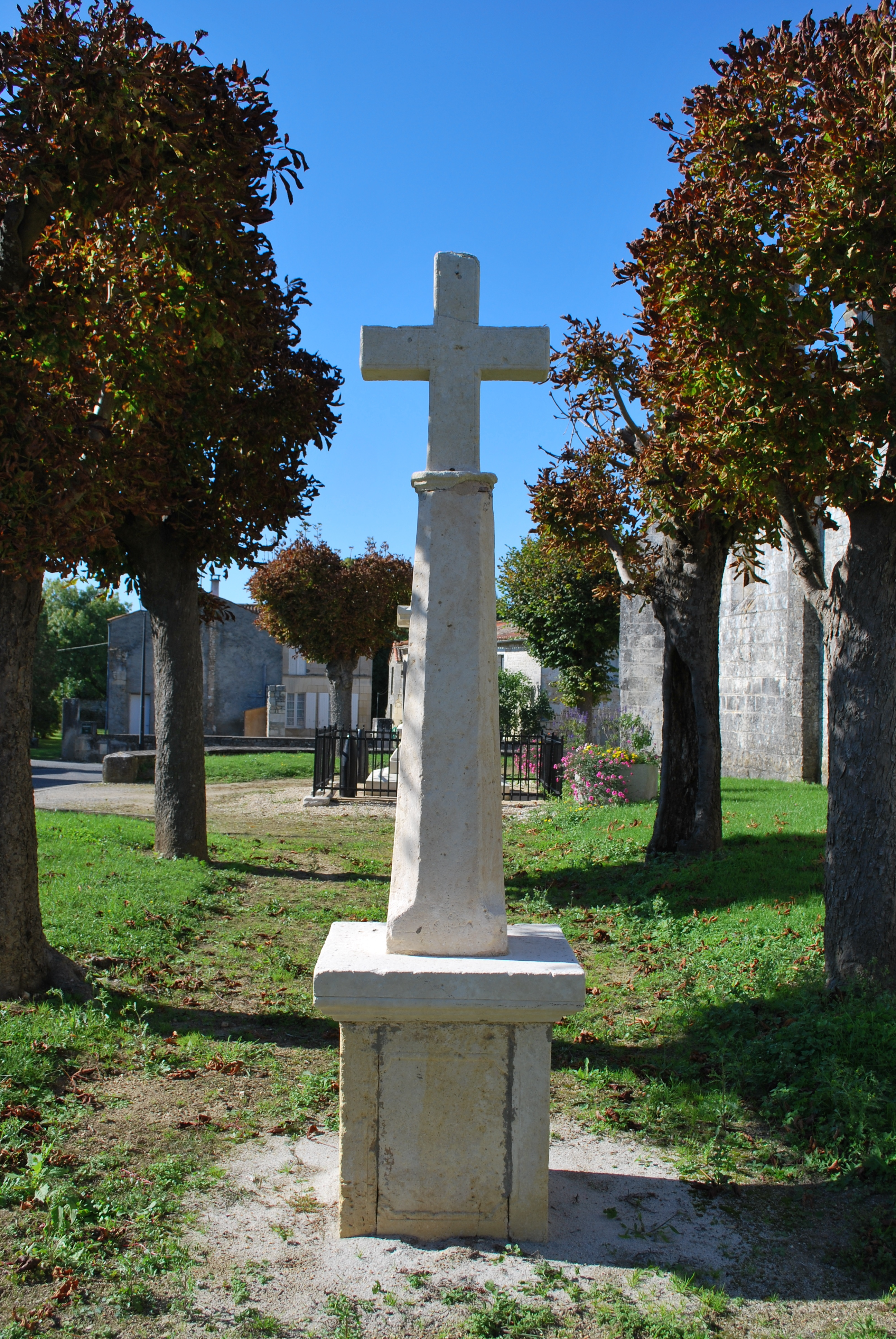
Croix de cimetière.

L'église Saint-Quentin fait l'objet d'une inscription. au titre des monuments historiques depuis le 27 février 1925.

## Les sculptures de la façade
Les sculptures romanes, dans leur quasi-totalité, se trouvent sur la façade occidentale. Seulement les archivoltes des baies du chœur et le chevet sont romanes et sculptées avec des formes géométriques. Elles reposent sur des colonnes plus modernes. On trouve la même combinaison au chevet de l'église Saint-Blaise de Givrezac.
La façade occidentale a été remodelée, probablement au XVIe siècle lors de la construction du clocher-mur. Des éléments de la façade originelle ont été réutilisés pour l'ornementation de la nouvelle façade.
|  |

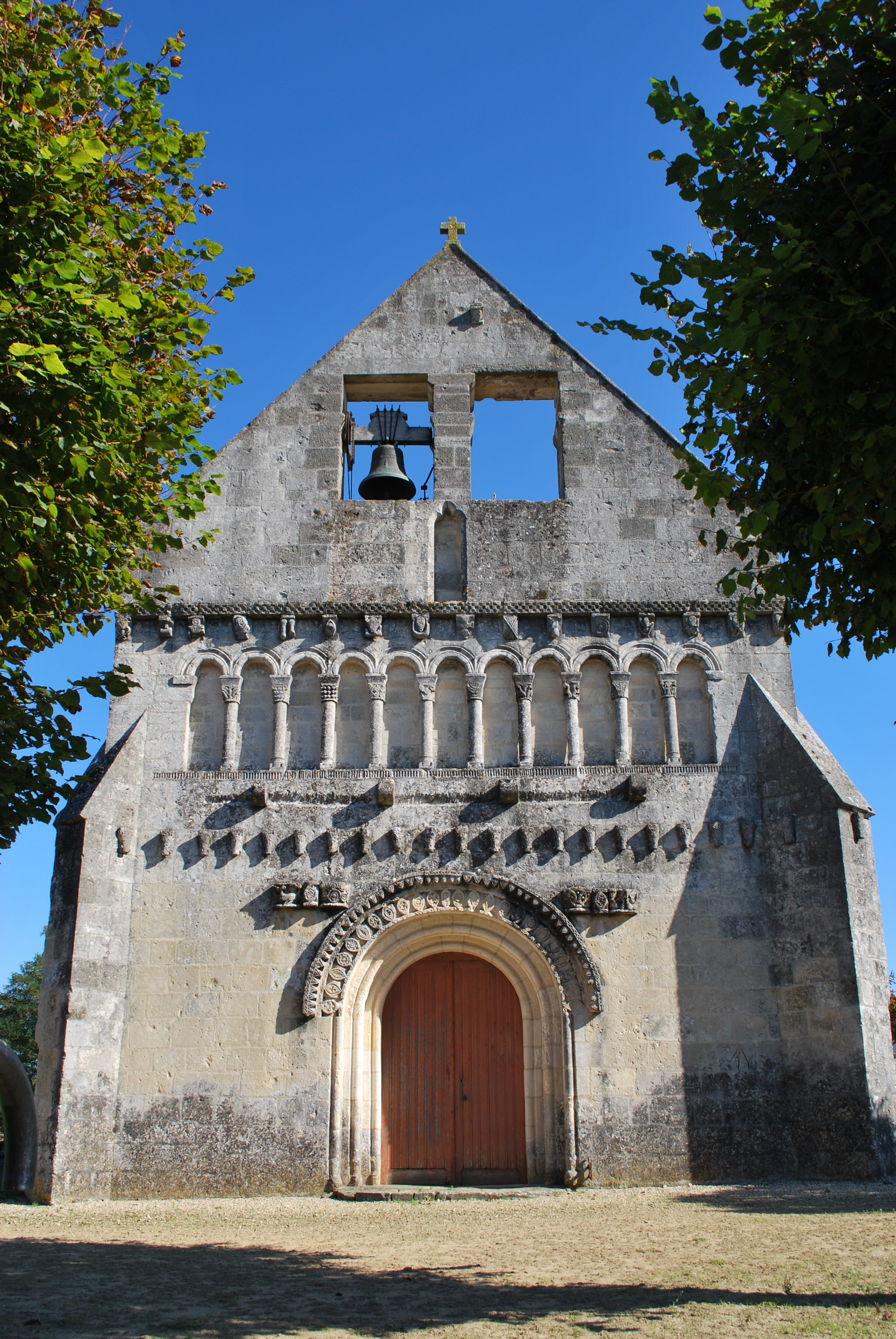
Façade ouest

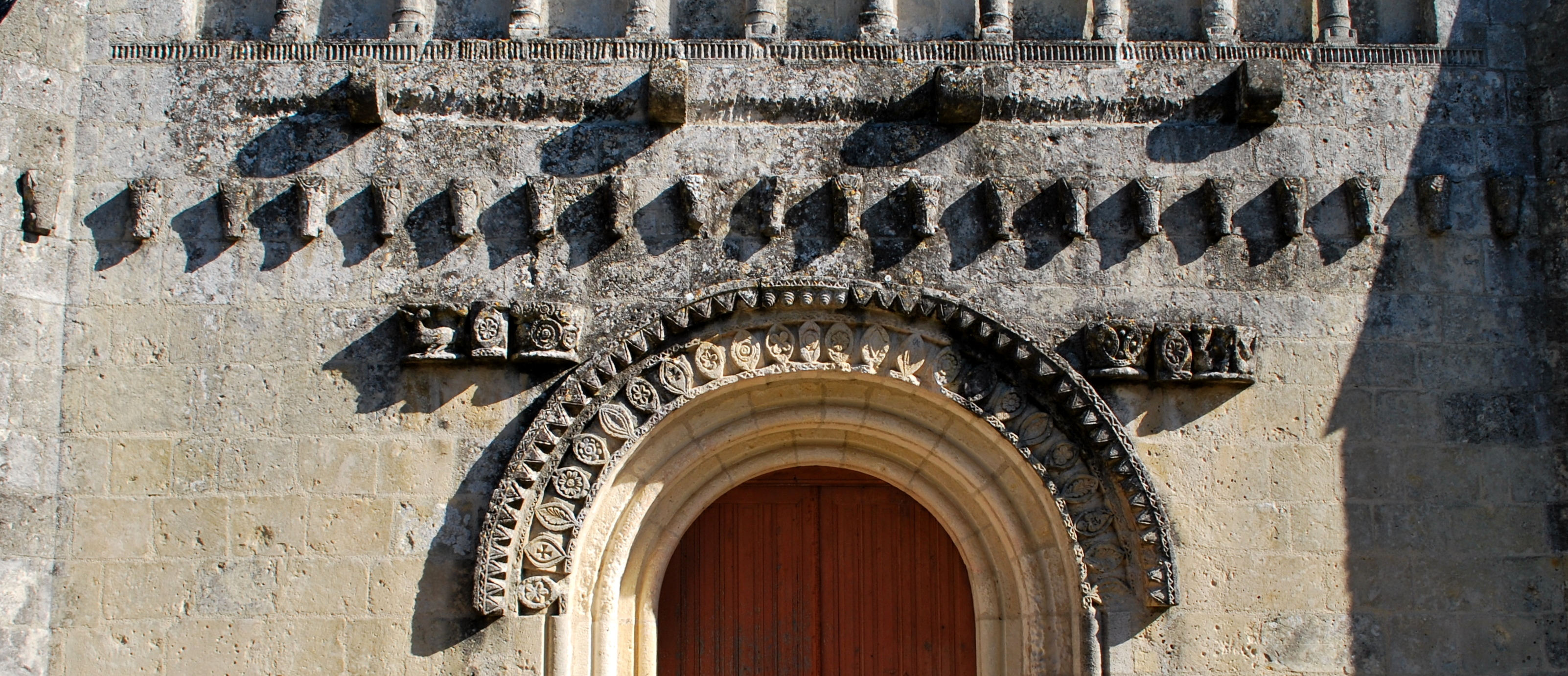

La façade est percée d'un portail unique, qui a conservé une archivolte romane, ornée de petites feuilles frappées de fleurons, un motif souvent utilisé en Saintonge.
À chaque côté de l'archivolte se trouvent deux chapiteaux et un claveau romans sculptés. Au nord, un chapiteau érodé qui semble décoré avec un lion et un dragon affrontés, suivi par un claveau très semblable aux claveaux de l'archivolte du portail. Le troisième est un chapiteau décoré avec des roses. Au sud c'est la même disposition : un chapiteau d'entrelacs, un claveau à fleurons et un chapiteau érodé, qui semble être décoré avec deux sirènes bicaudales.
Au-dessus ces chapiteaux une alignement de vingt-trois têtes de chevaux d'un contrefort à l'autre. Quelques autres de ces têtes se voient sur les contreforts et en retour sur le mur sud. Ils sont les vestiges d'une façade, ou plus probablement, d'une archivolte plus ancienne et remployés en ornementation supplémentaire, car ces sculptures ne sont pas des modillons, mais des claveaux.
Ensuite, on voit une entaille dans la façade avec quatre corbeaux, qui suggèrent l'existence autrefois d'un ballet, sort d'auvent charpenté qui protégeait la porte romane. Les derniers éléments sculptés de la façade sont une longue arcature aveugle de onze cintres, qui se développe sous une forte corniche à damiers portée par seize modillons figurés.

### Les têtes de chevaux
Il est très surprenant de voir un alignement de têtes de chevaux, disposées comme des modillons, mais sans corniche à supporter, sur la façade d'une église. En effet, ces sculptures ne sont pas des modillons mais des claveaux d'une archivolte. Les pierres, taillées en biseau, ont une forme trapézoïdale : la partie haute est plus large que la partie basse.

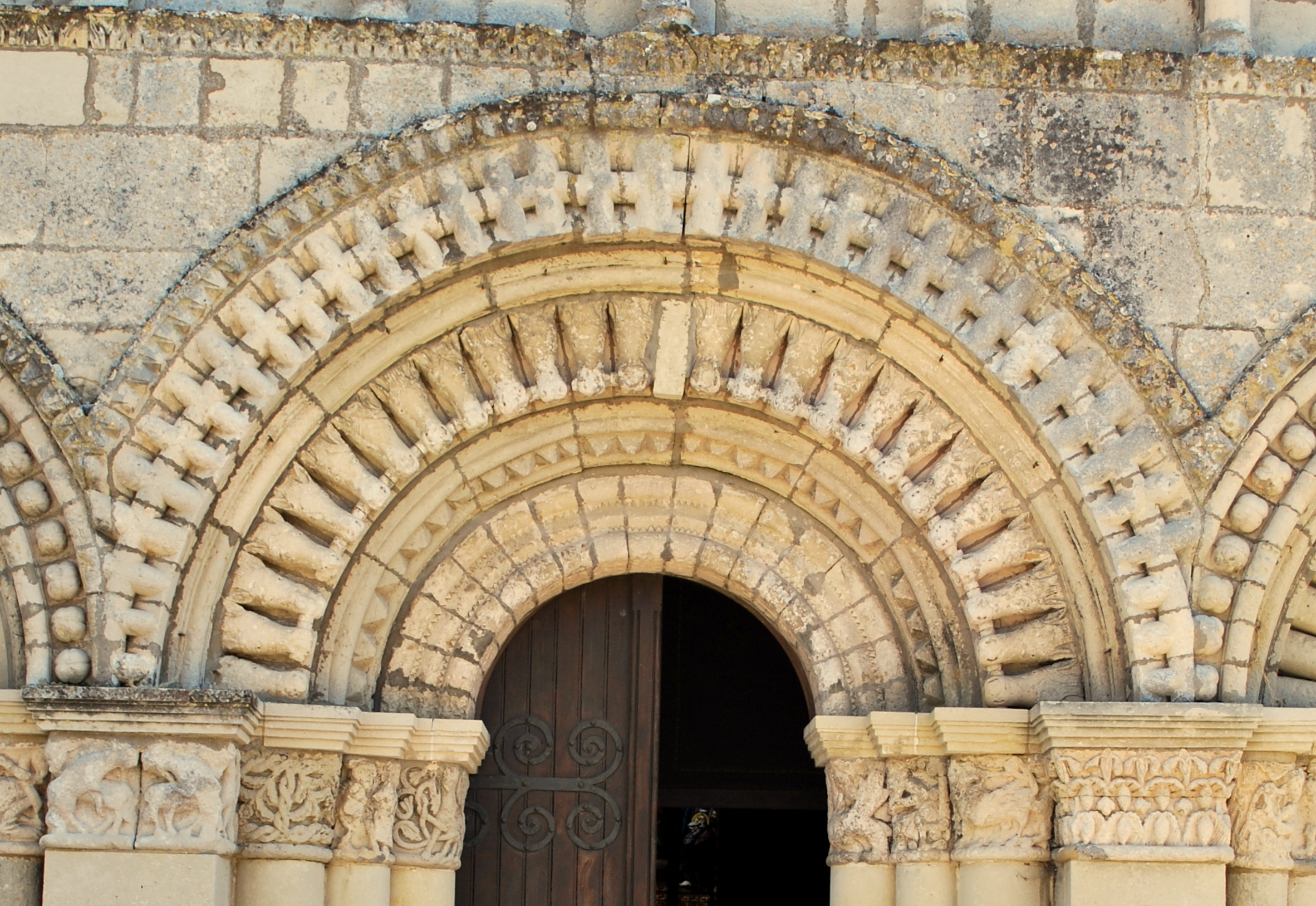
Église Saint-Fort-sur-Gironde.

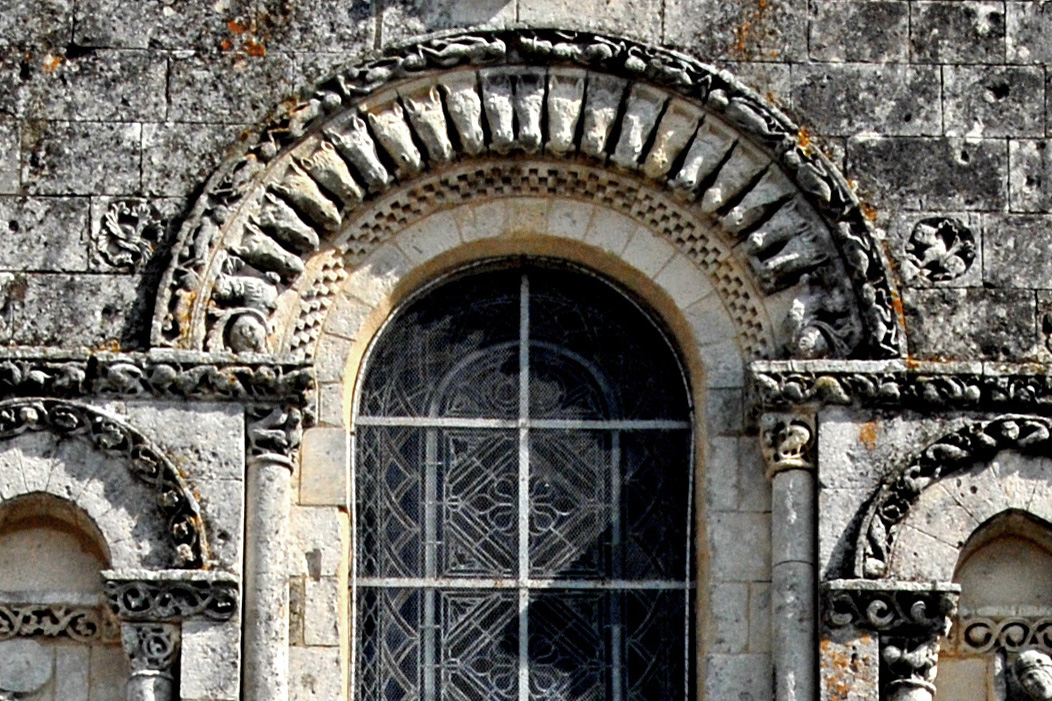
Église Saint-Pierre de Pérignac.

Les têtes de chevaux, assez érodées, sont comparables à celles des églises voisines :
- L'église Saint-Fortunat de Saint-Fort-sur-Gironde avec une archivolte composée de 26 têtes de chevaux.
- L'église de Pérignac avec une archivolte composée de 19 têtes de chevaux.
- L'église Saint-Blaise de Givrezac où un des modillons est une tête de cheval.

Les églises romanes de Saintonge, souvent dépourvues de tympan, expriment les scènes iconographiques ou ornementales par la répétition du même sujet : personnage, animal, dessin géométrique ou feuillage. Pour former une archivolte les claveaux doivent avoir une forme trapézoïdale et un atelier de la région a trouvé que la tête de cheval, plus large aux oreilles qu'au museau, correspondait à cette restriction. En plus, la réunion des claveaux où l'animal a un mors dans le mâchoire forme une moulure assez fine de l'archivolte.
Il est vraisemblable que les têtes de chevaux ici formaient une archivolte de l'ancien portail et lors de la restauration au XIVe siècle on les a utilisés à des fins ornementales.

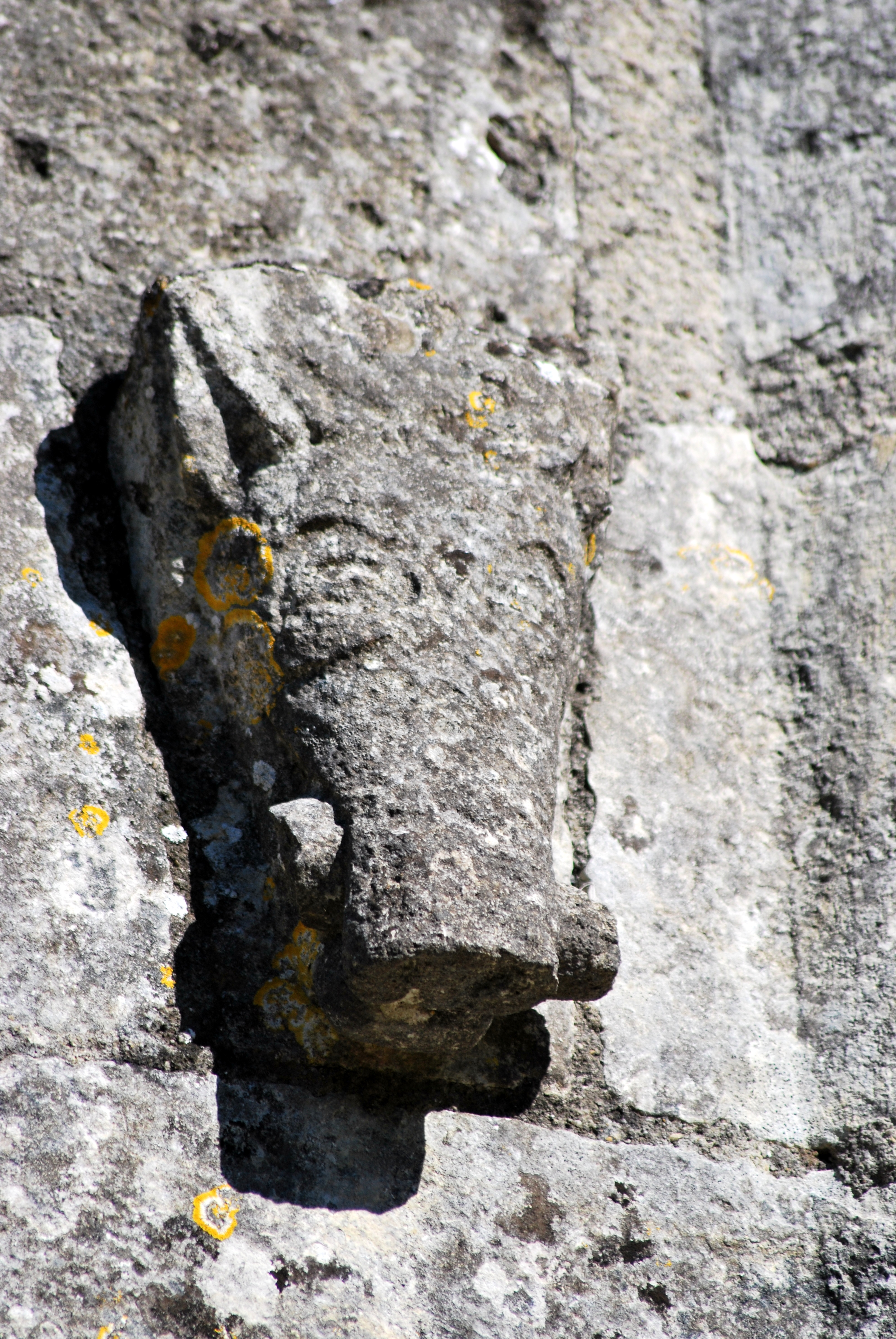
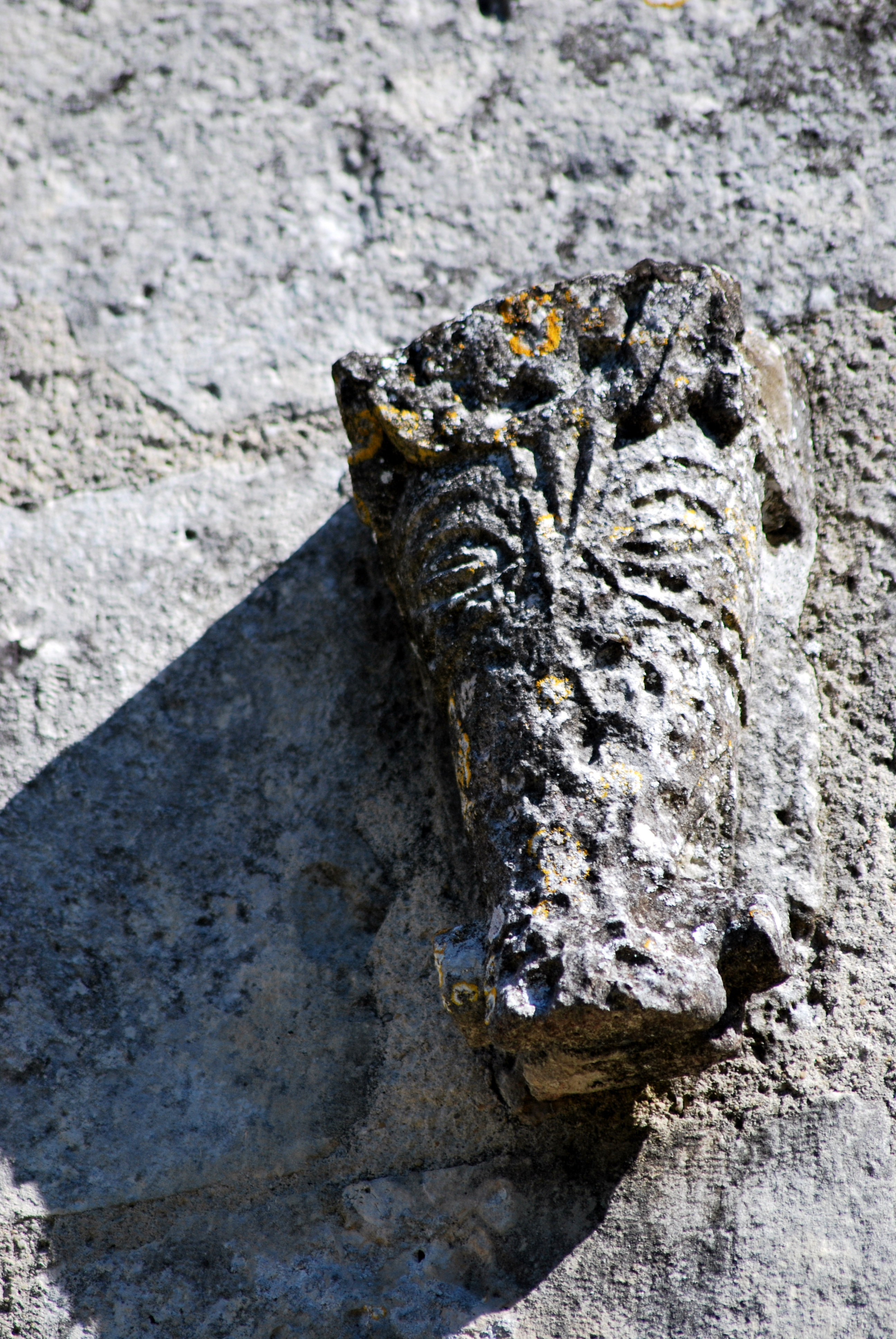
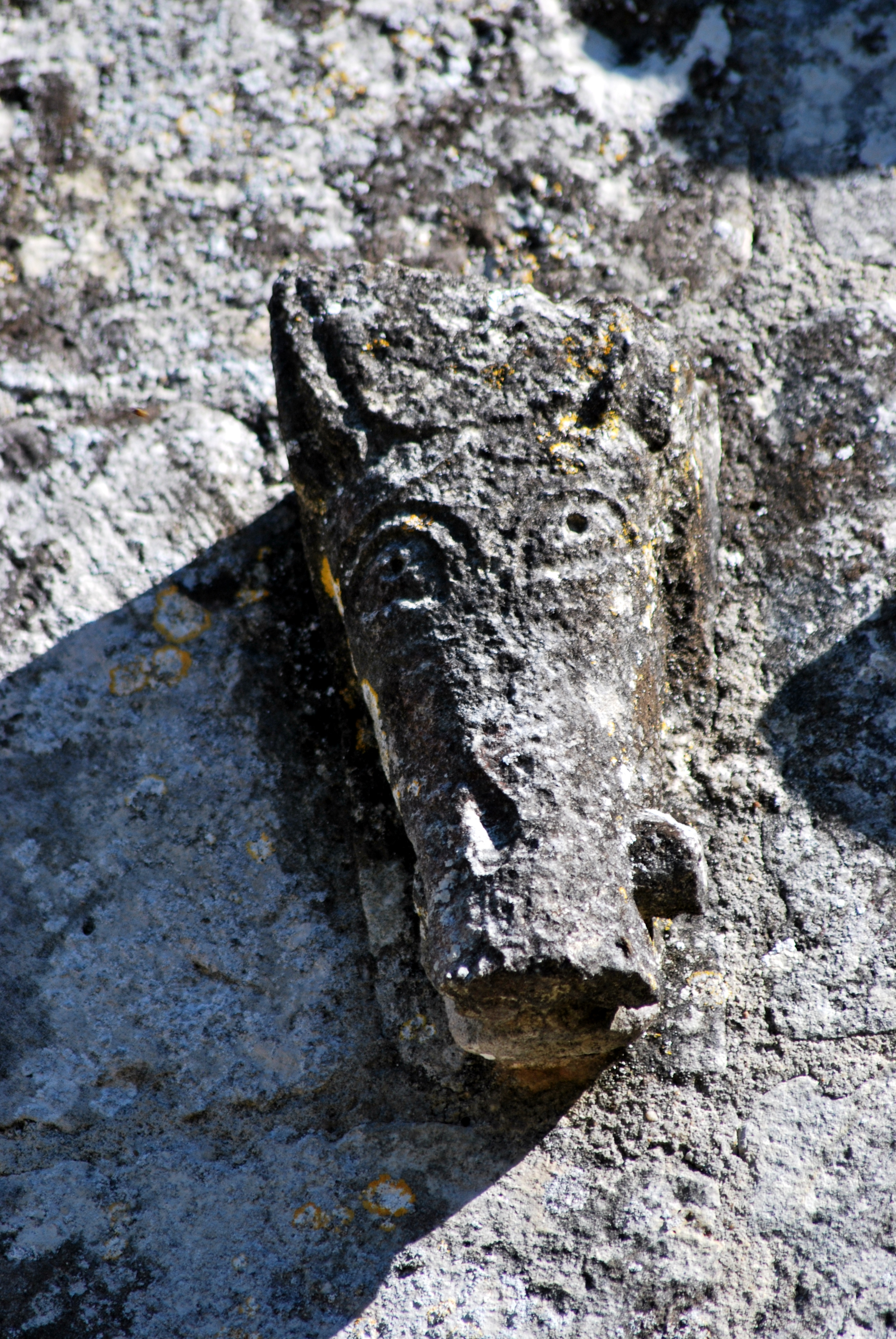
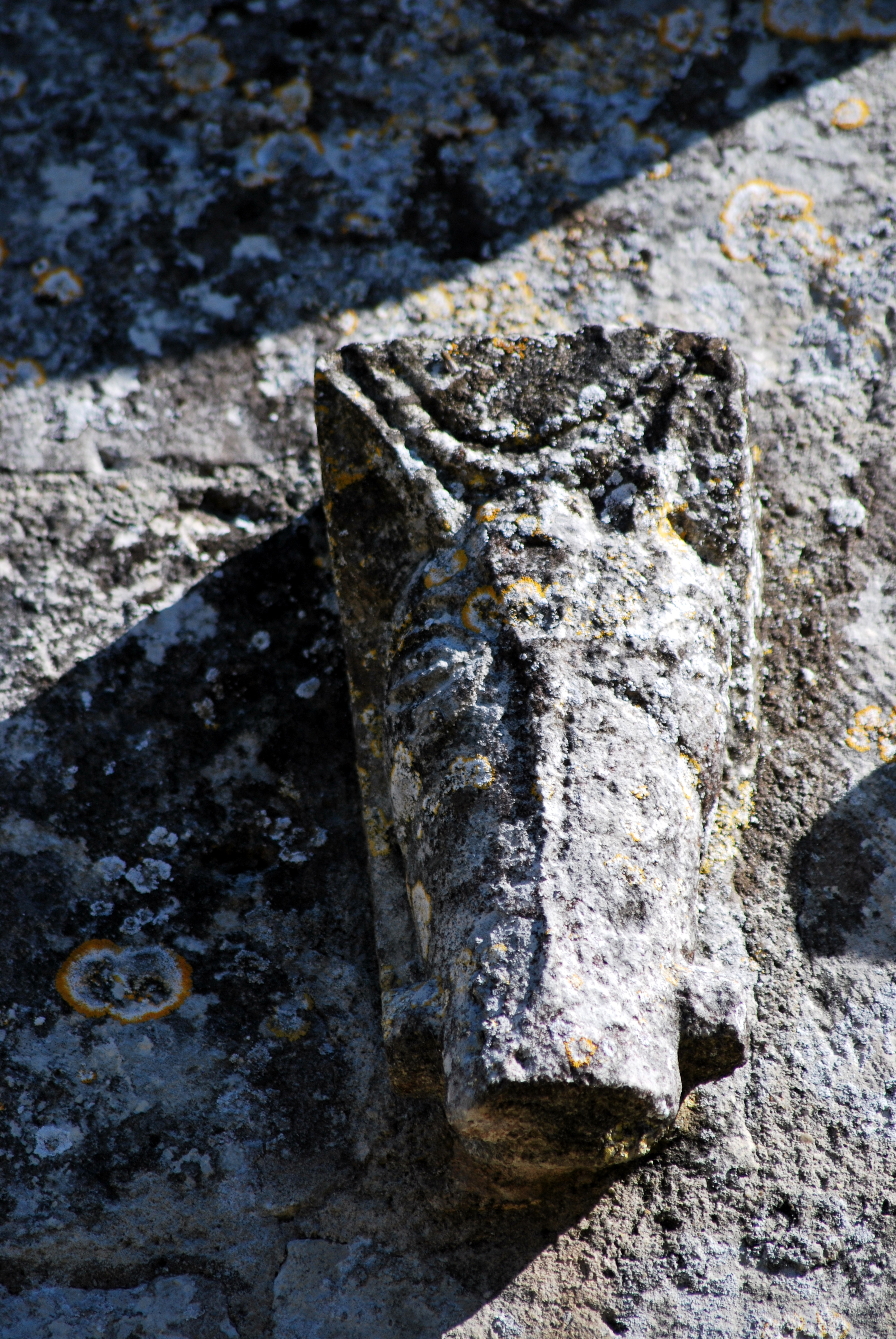
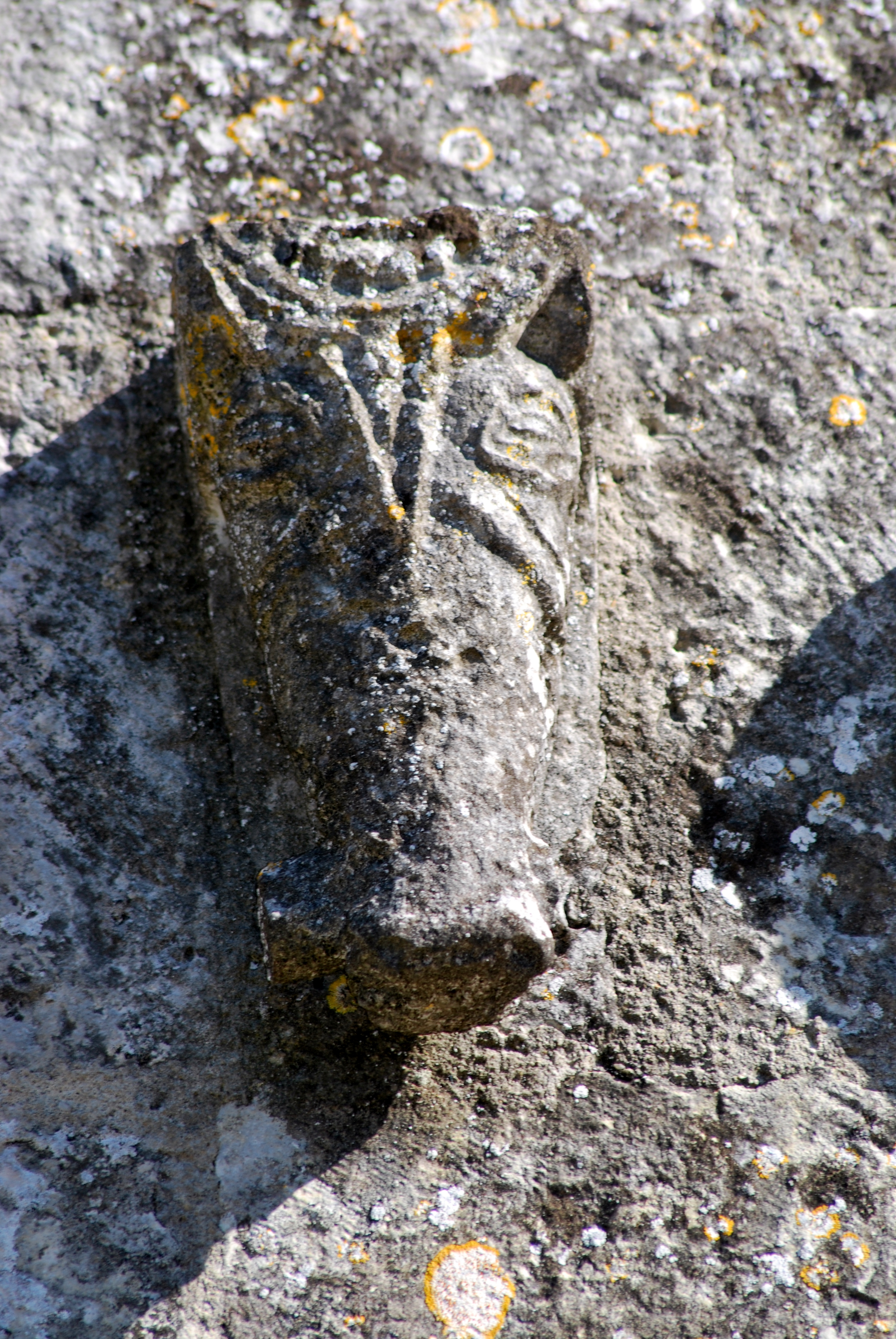
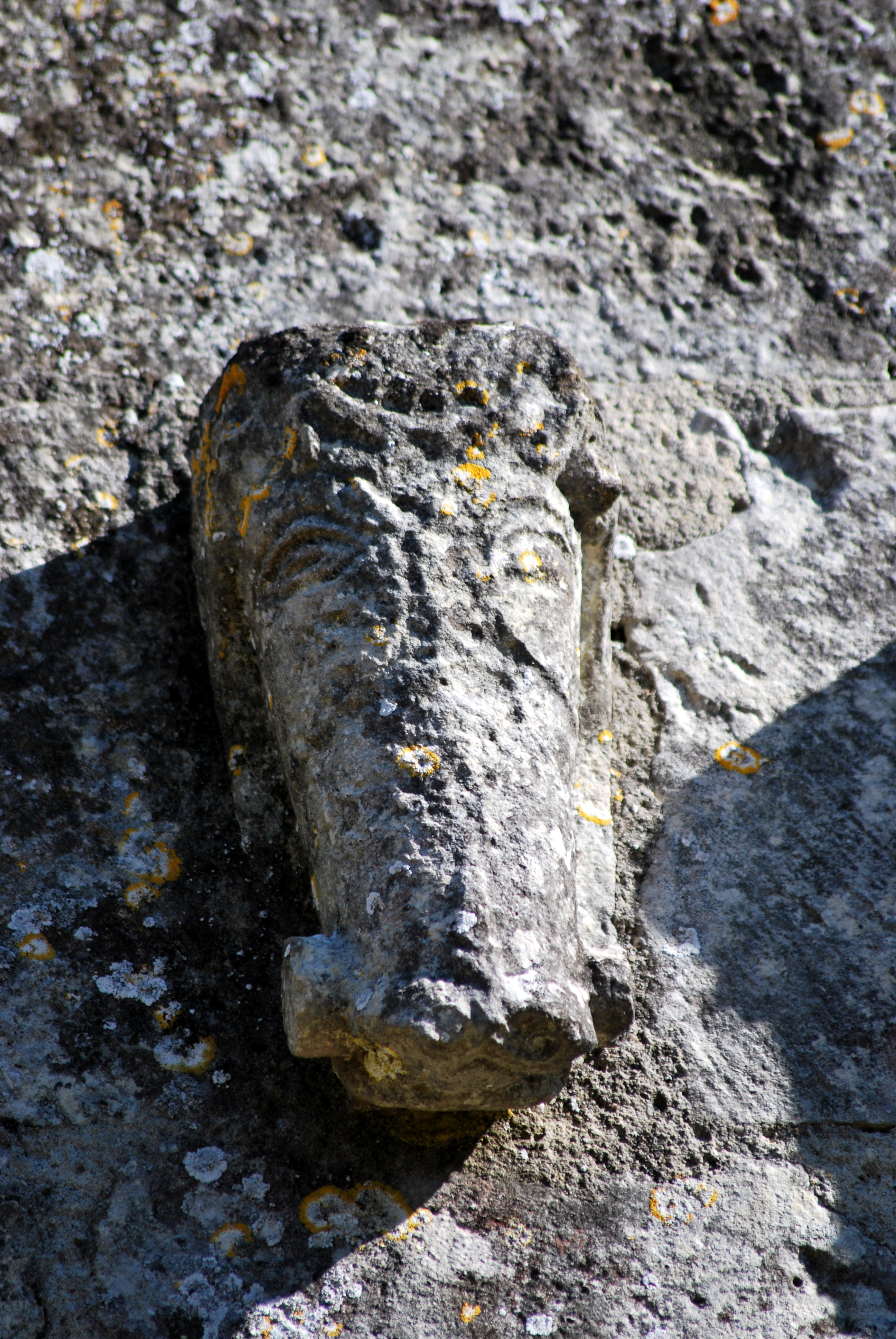
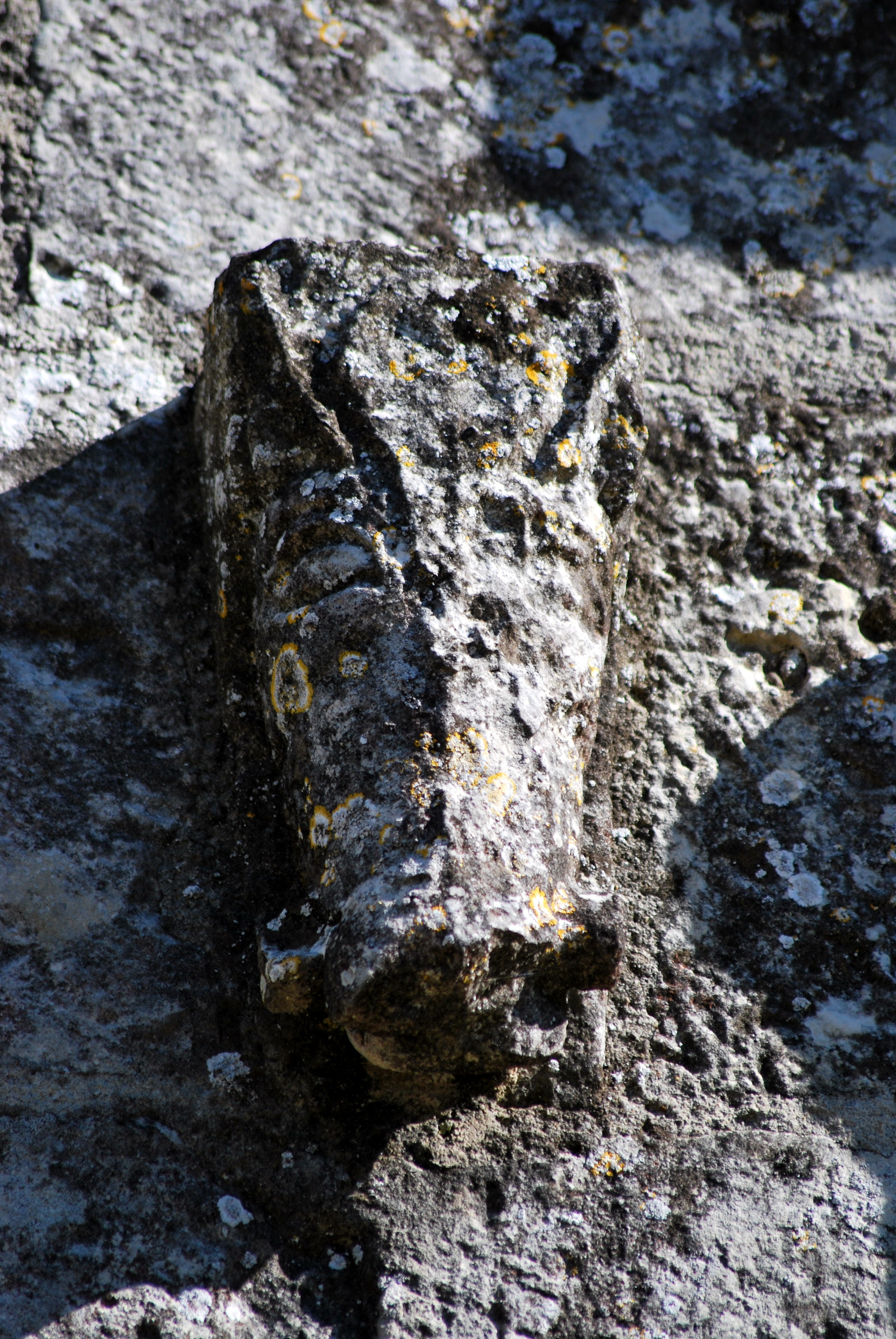
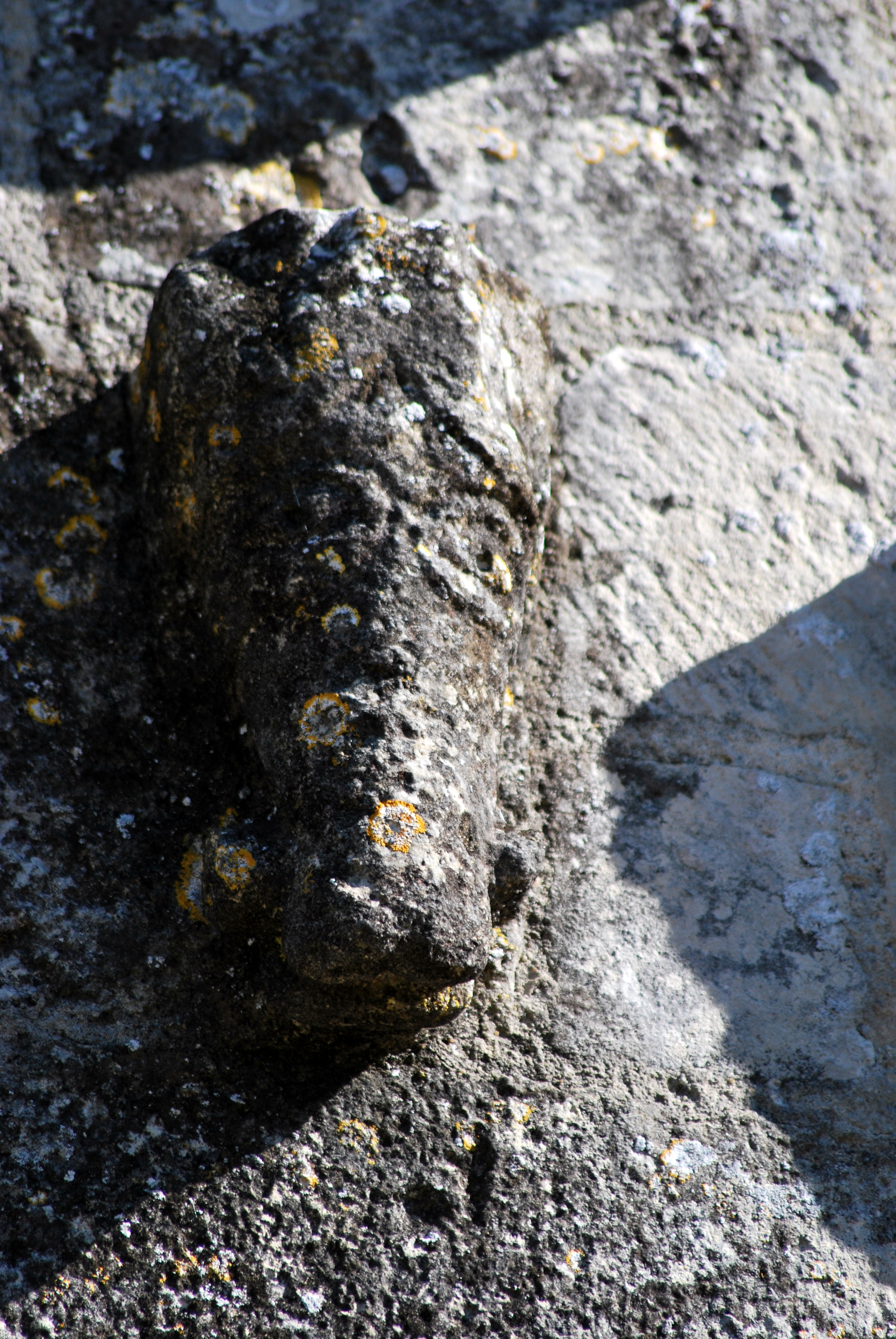
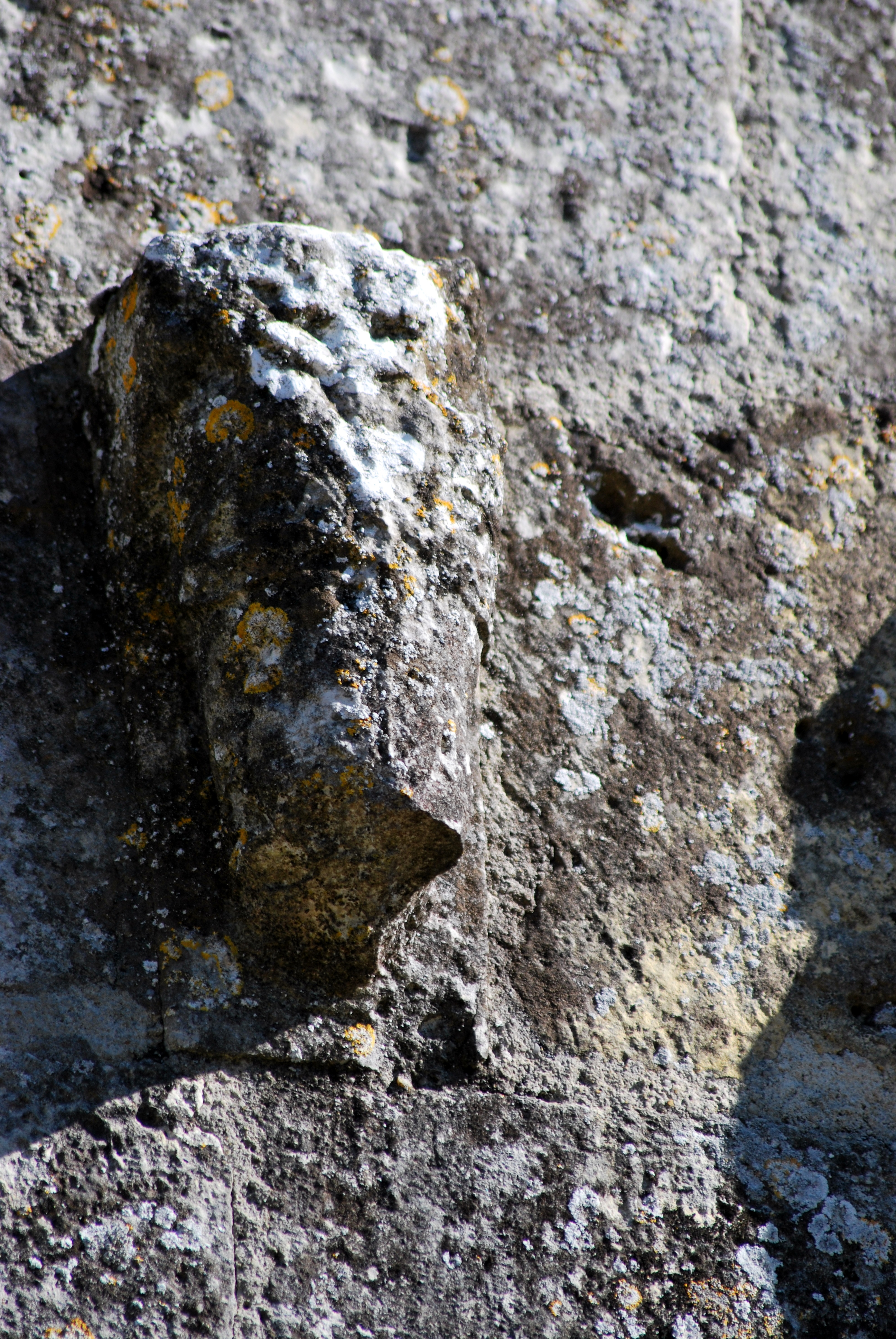
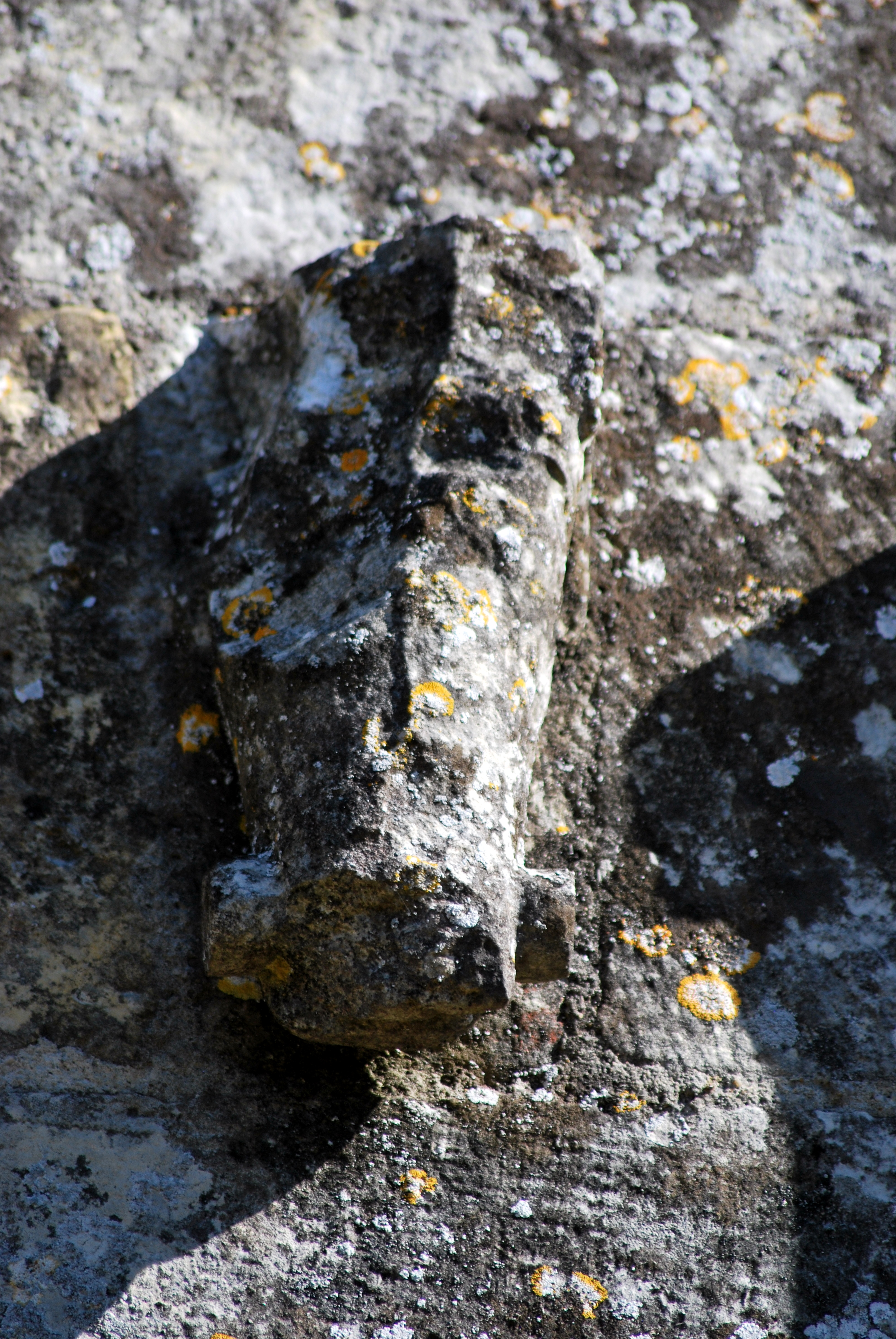
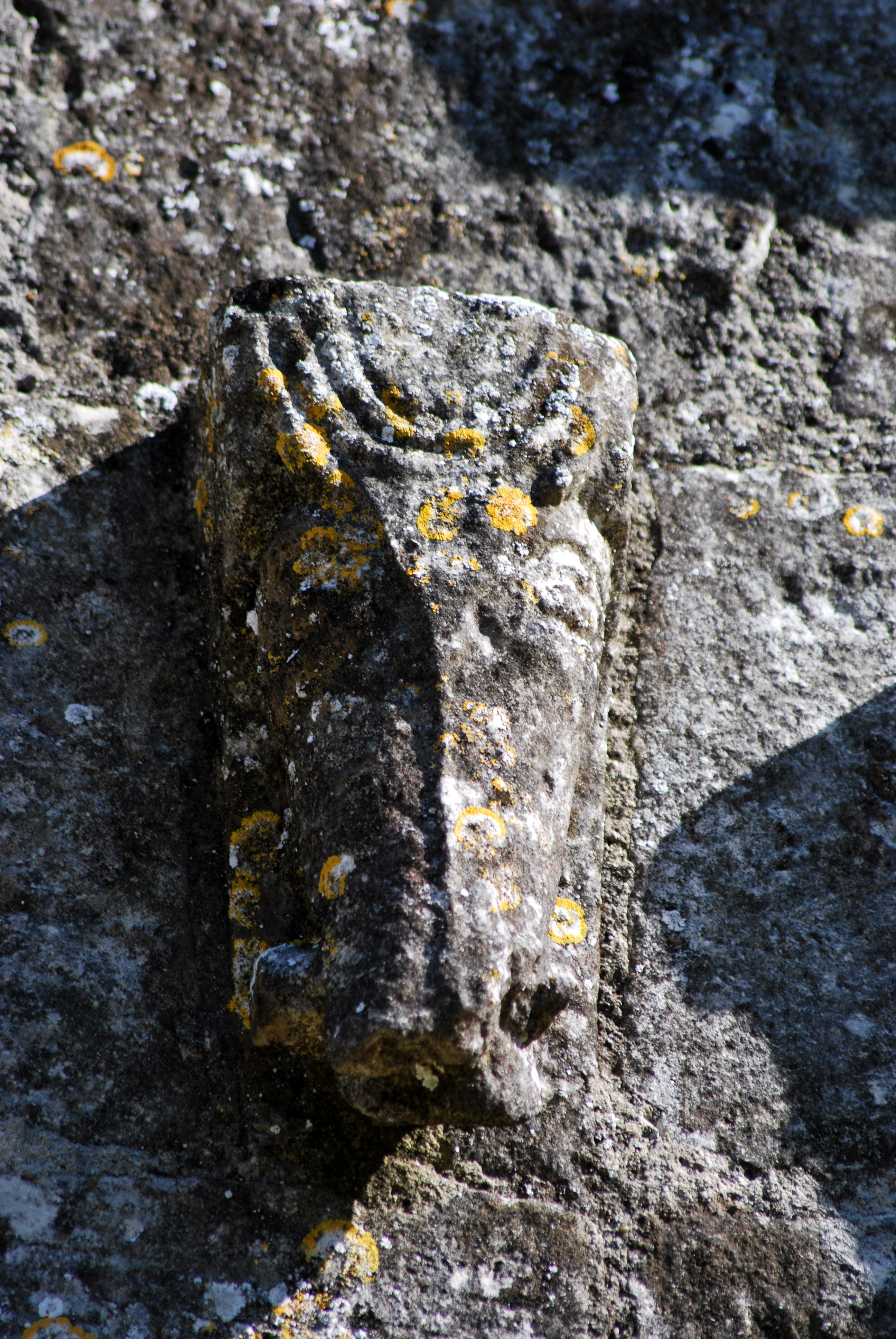
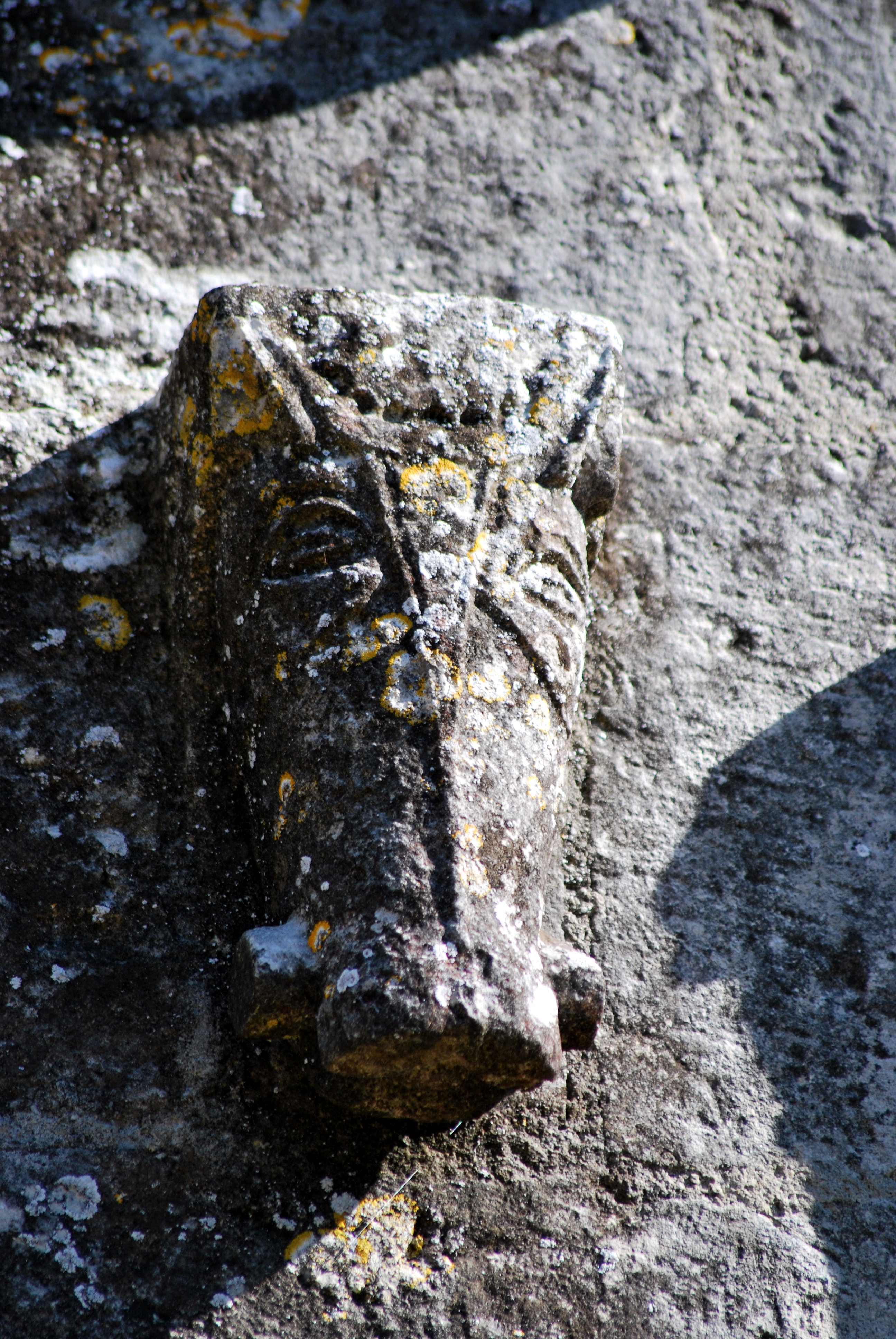
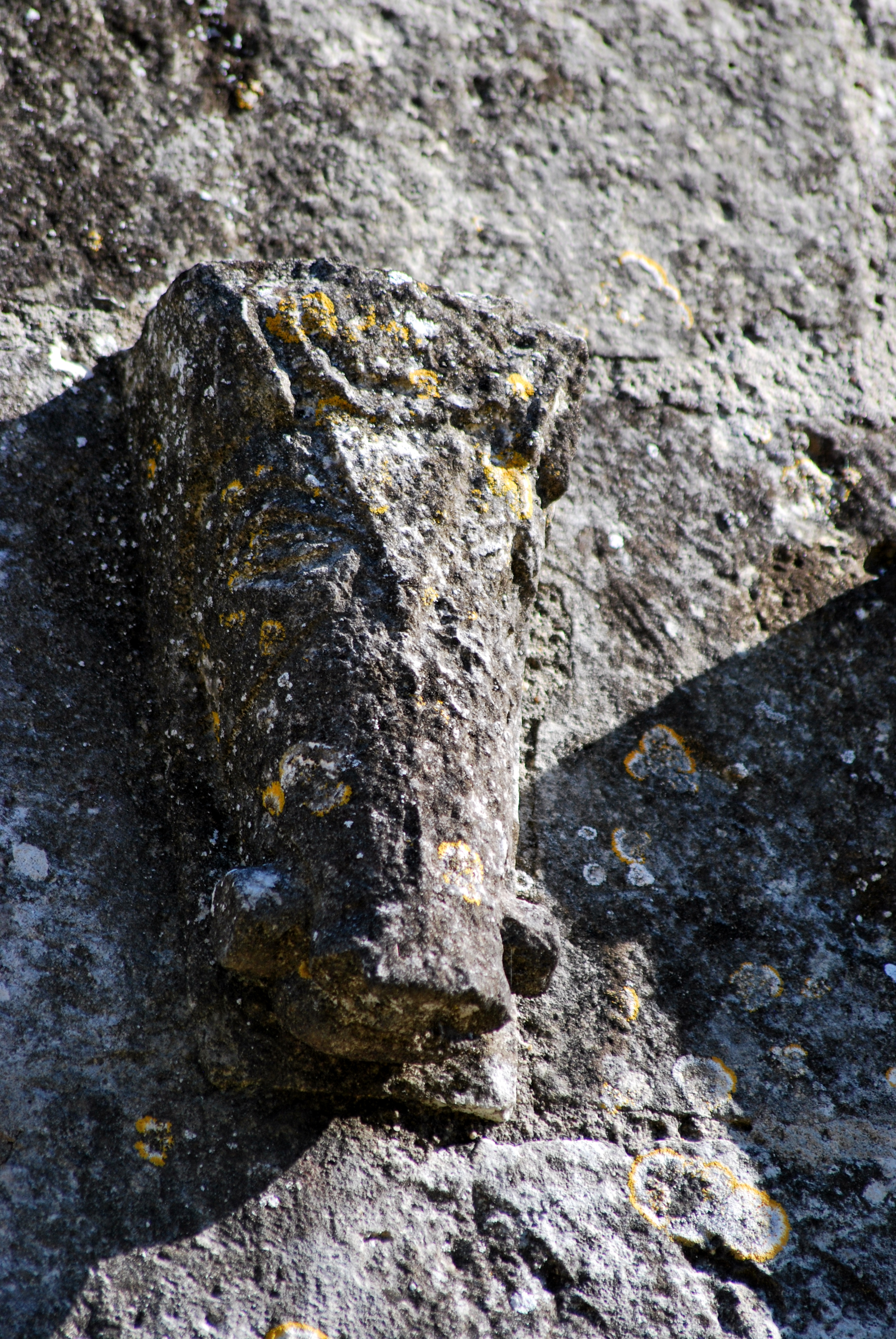
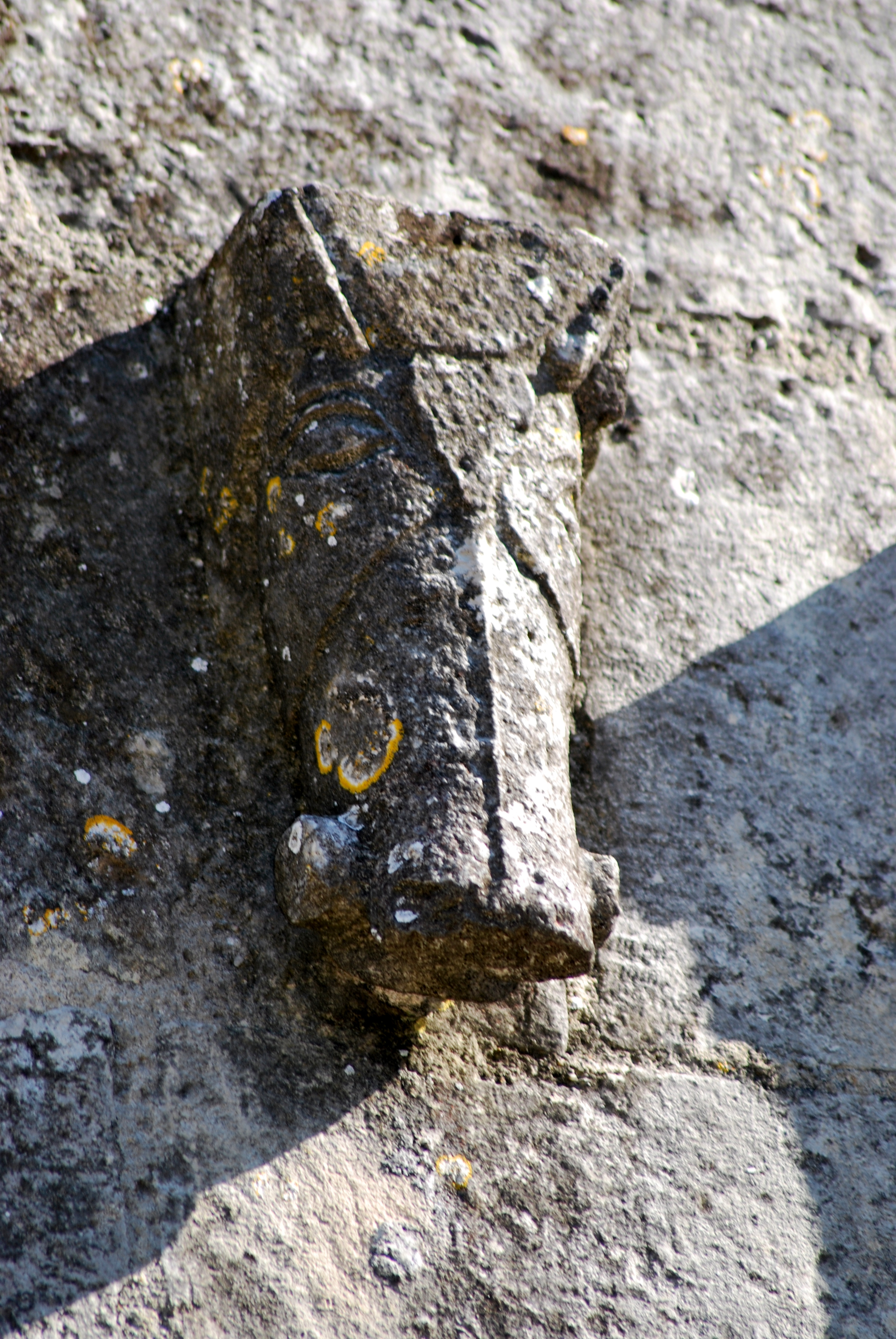
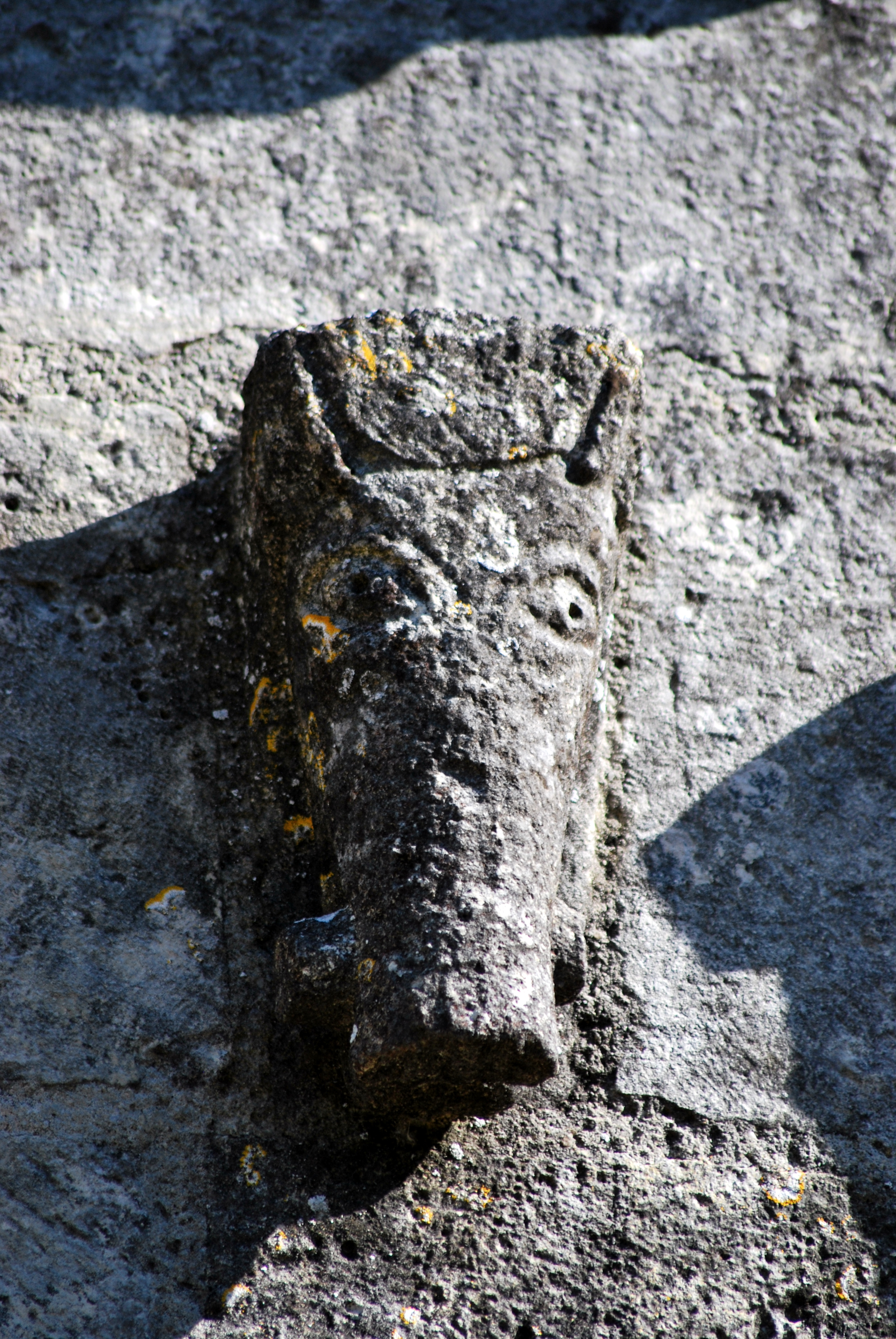
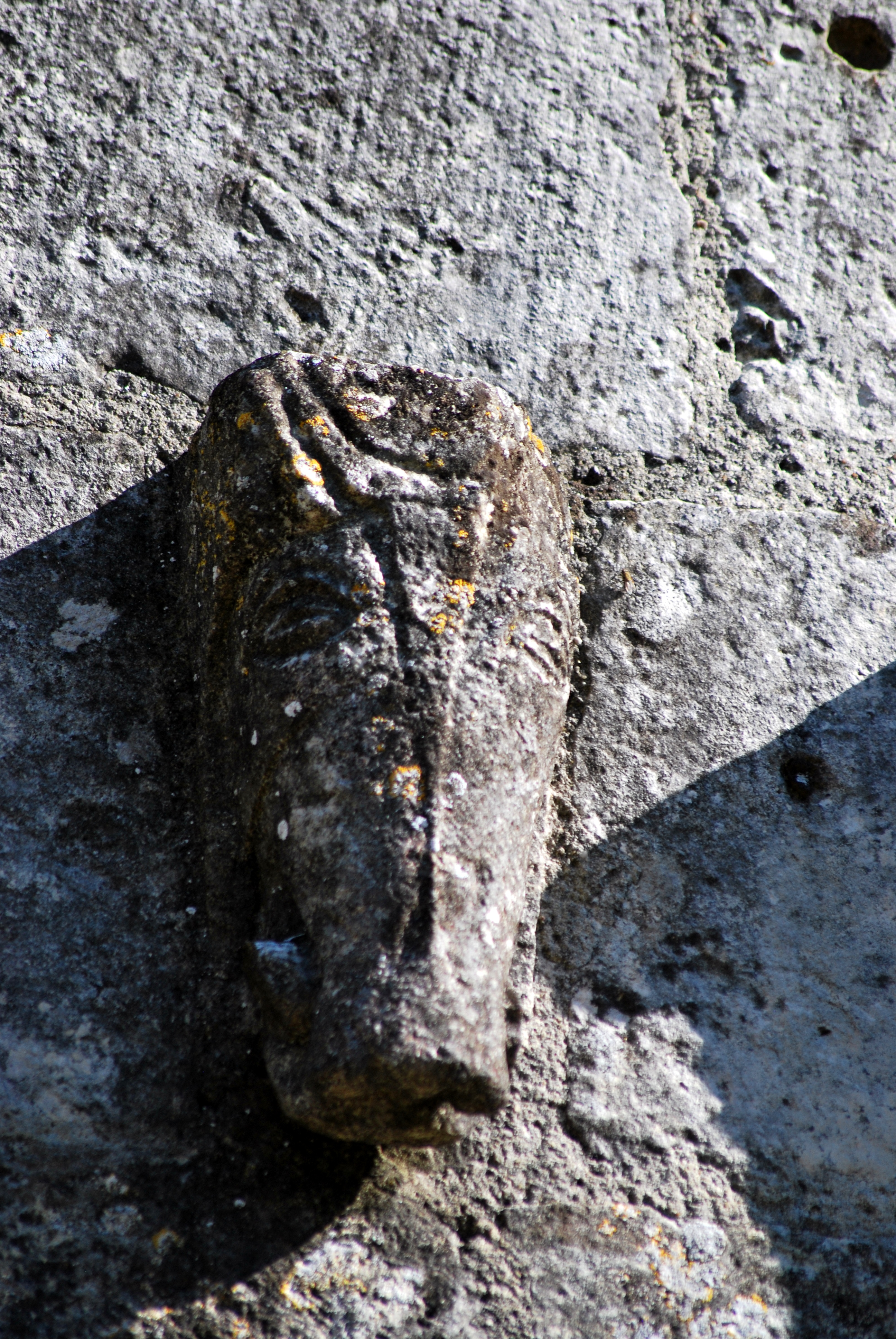
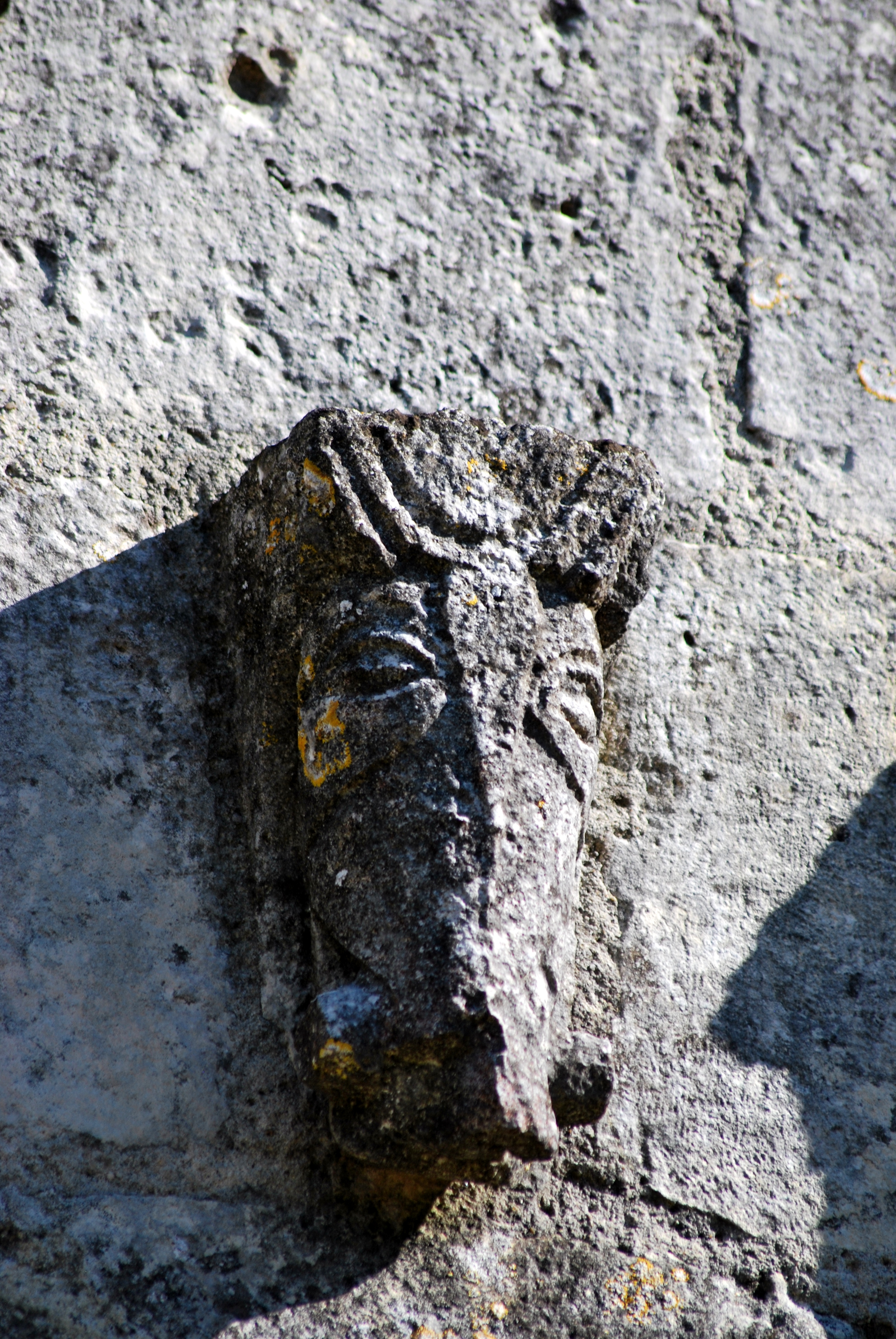
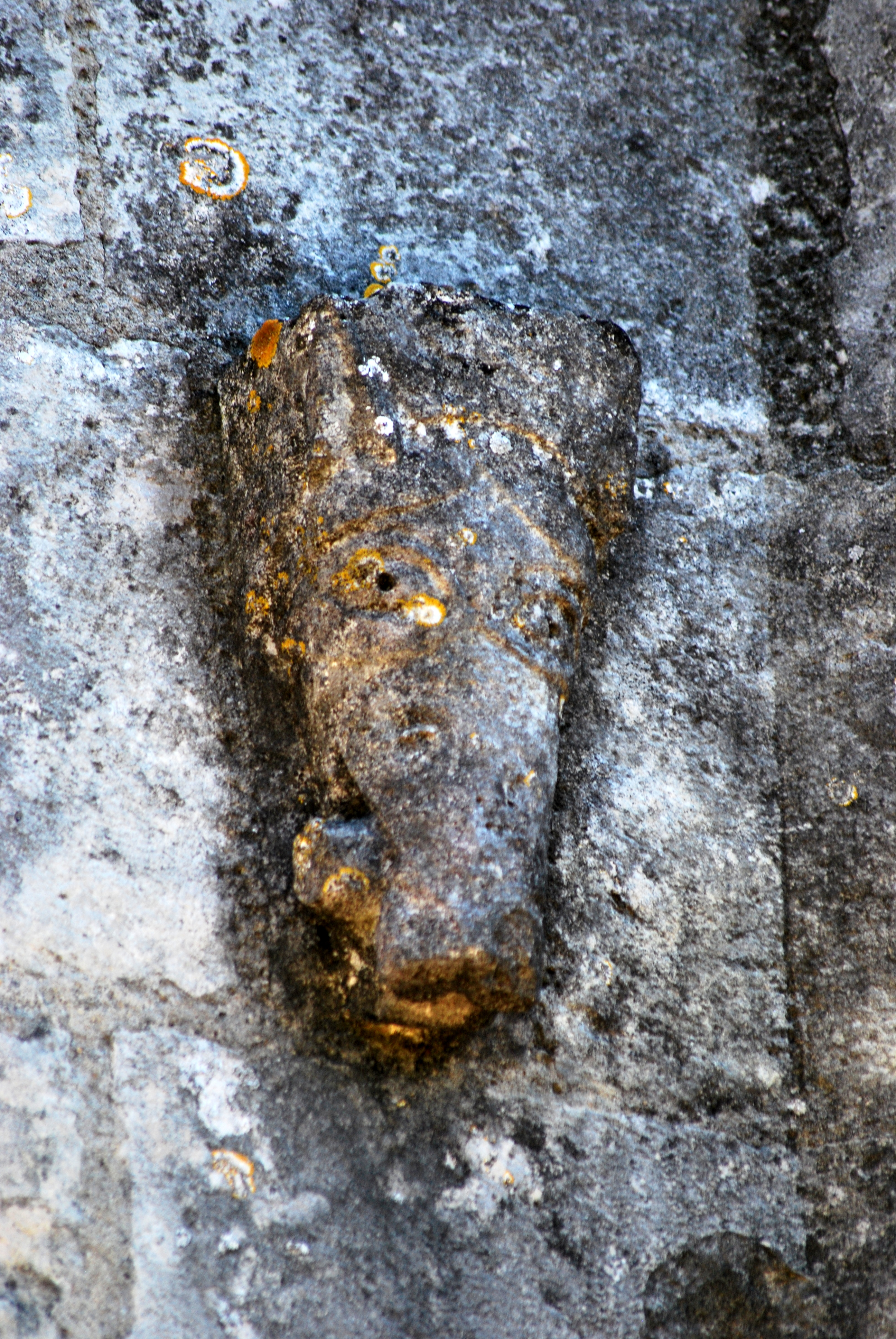
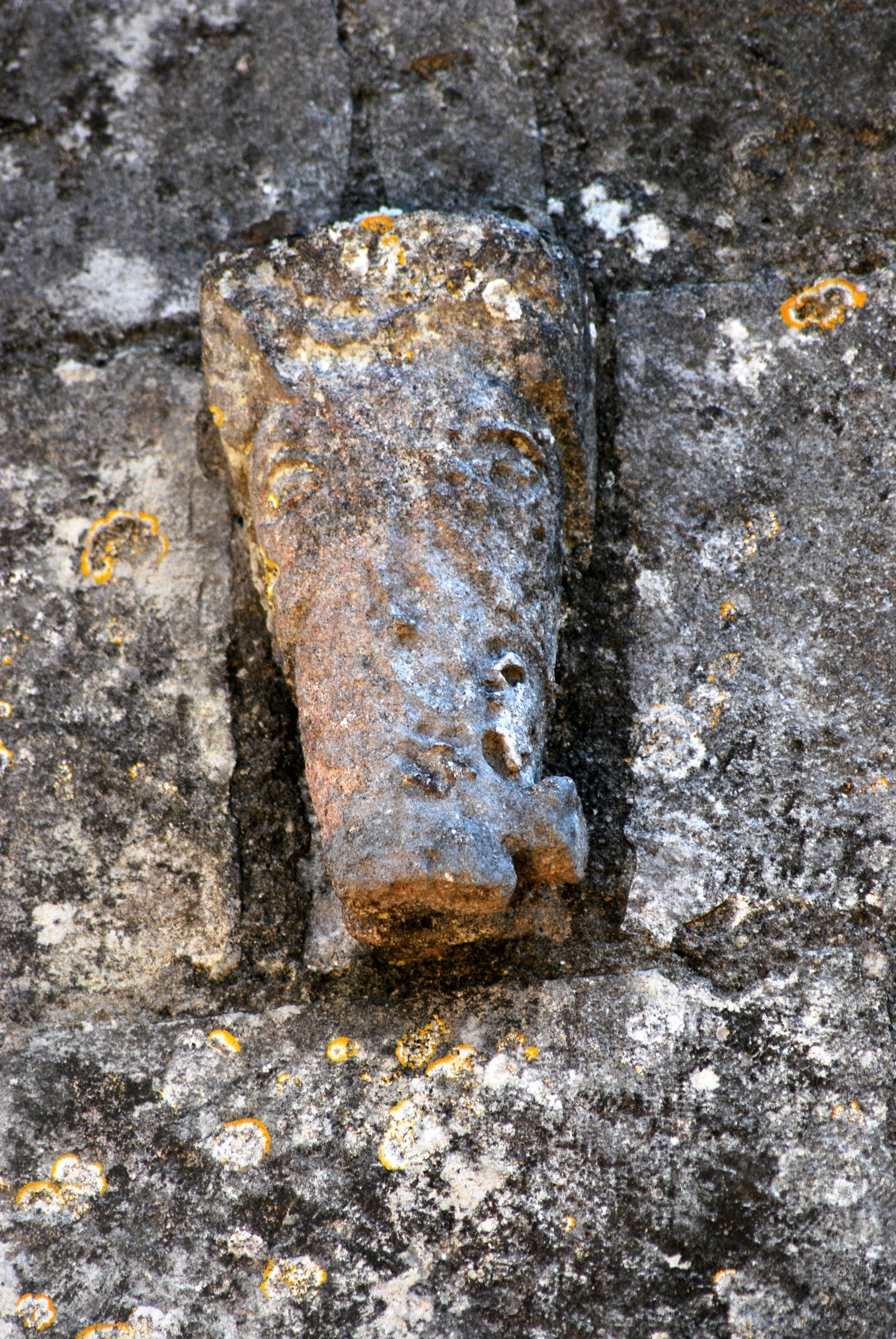
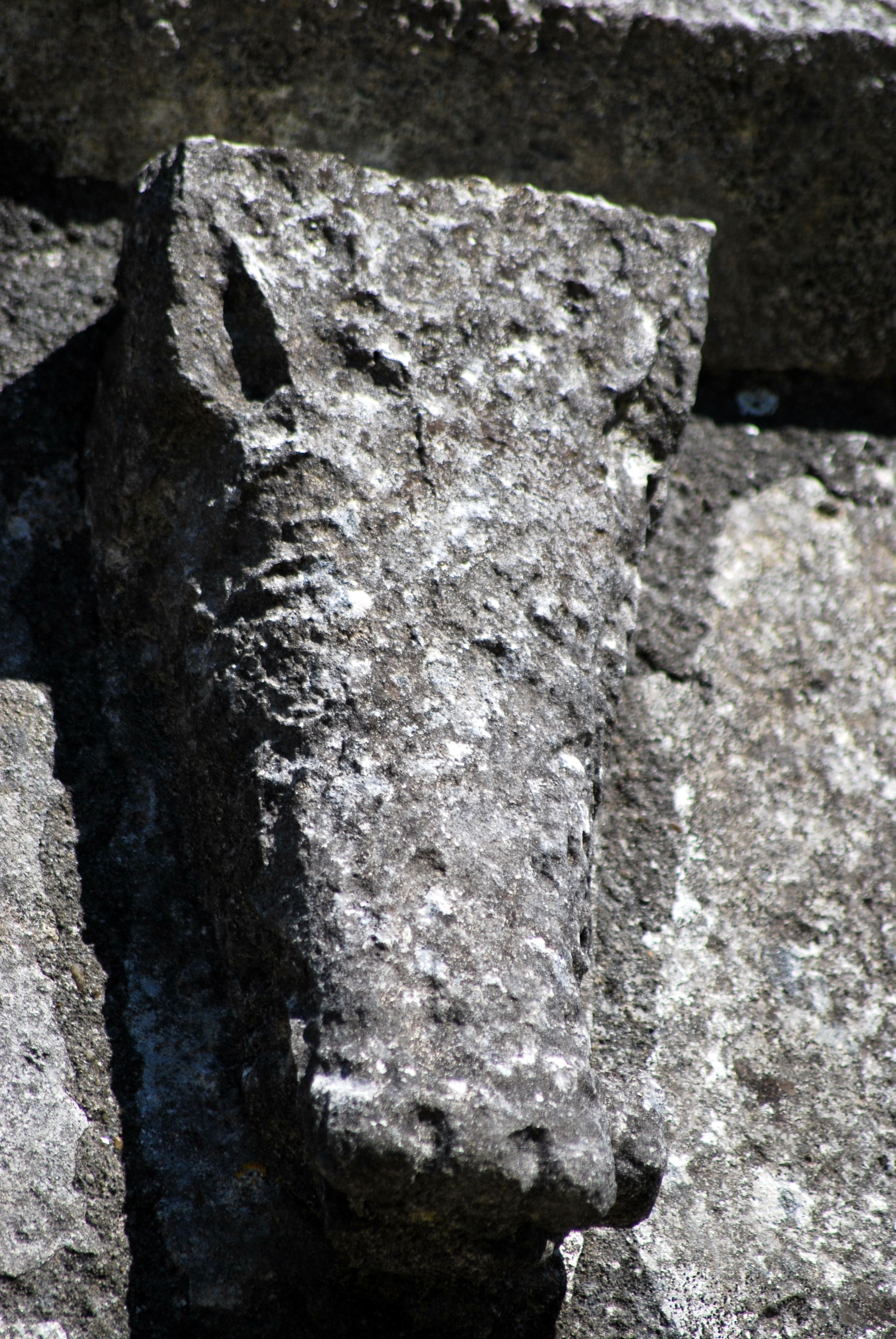
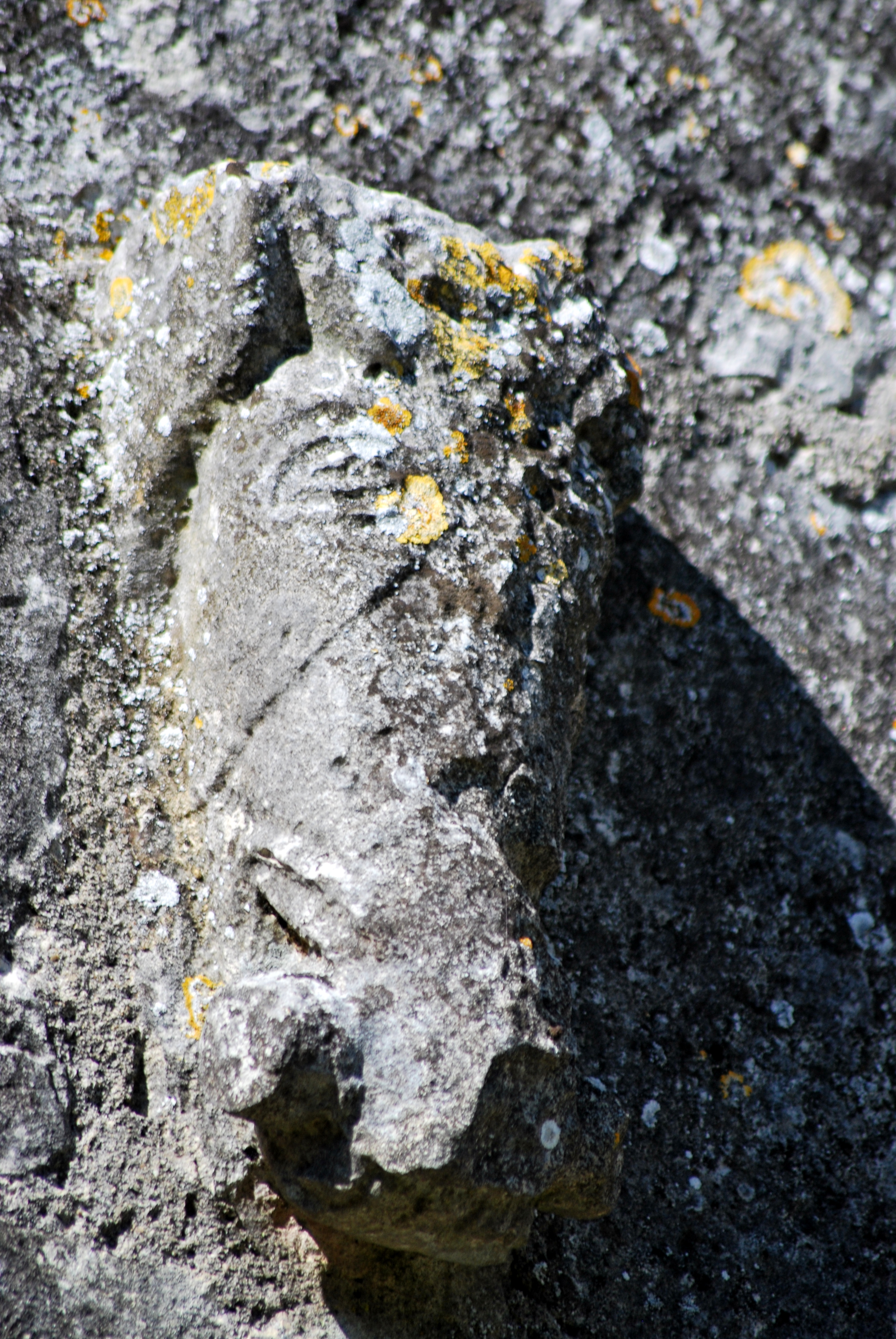

### Arcature

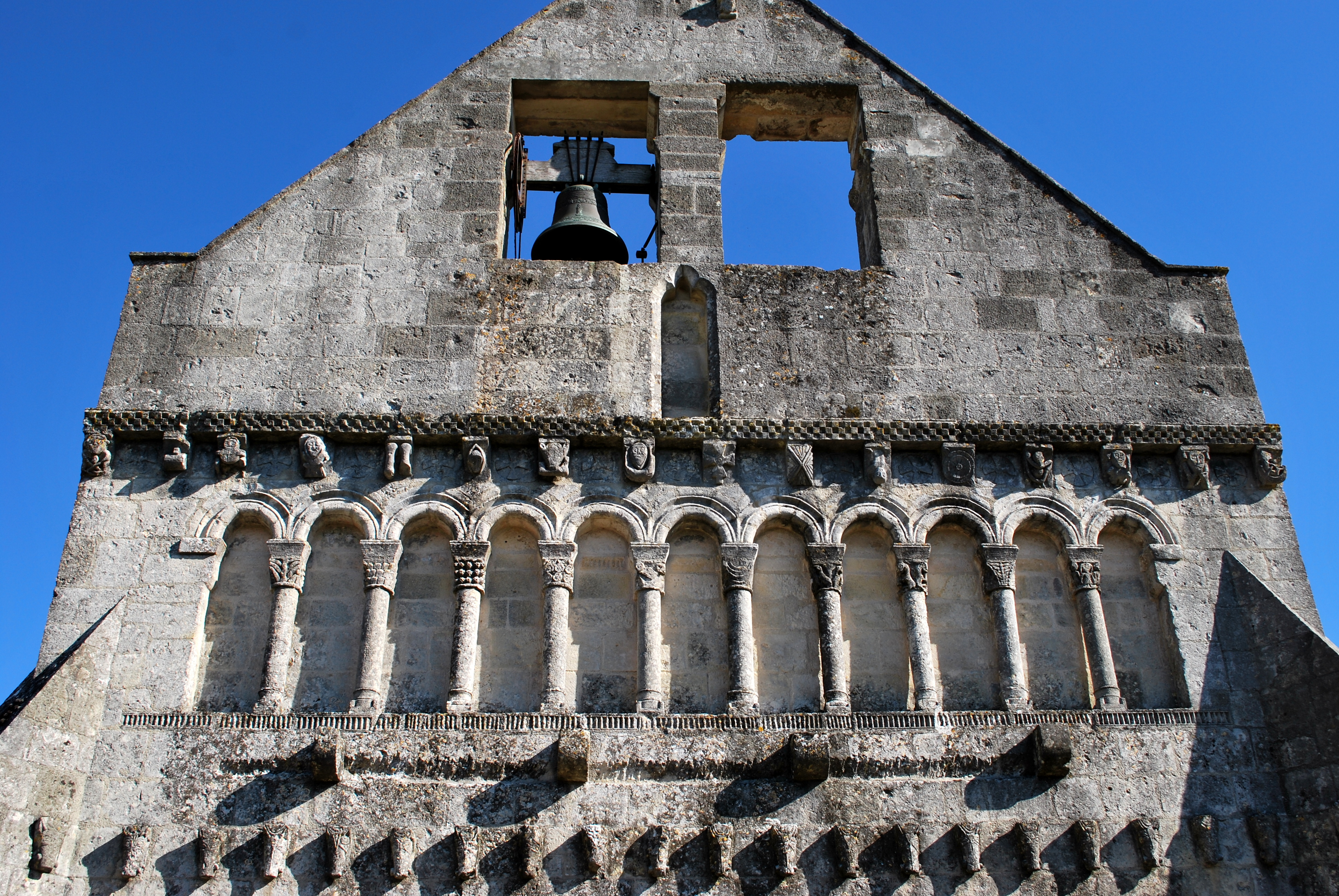

L'arcature du premier étage et sa corniche à modillons restent les seuls éléments de la décoration romane qui ont été conservés.
Parmi les dix chapiteaux sculptés la majorité sont décorés avec des feuillages (A, B, F et I), des fruits (C) ou des dessins géométriques (D, E et F). Il y a trois chapiteaux figurés le G H et J :
- Chapiteau G : On voit les vestiges de deux oiseaux adossés.
- Chapiteau H : Deux animaux (des ions) adossés.
- Chapiteau J : Au centre de la corbeille se trouve une femme. Elle porte une robe à manchettes longues ; sa chevelure comporte deux tresses. Aux angles de la corbeille, un homme qui porte une tunique avec ceinture.

| - Chapiteau F - Chapiteau G - Chapiteau H - Chapiteau I - Chapiteau J |

| - Chapiteau A - Chapiteau B - Chapiteau C - Chapiteau D - Chapiteau E |

### Modillons de la corniche
Les seize modillons de la corniche représentent :
| - 1 - 2 - 3 - 4 |

| - 9 - 10 - 11 - 12 |

| - 5 - 6 - 7 - 8 |

| - 13 - 14 - 15 - 16 |

1. Une femme (?) qui tient un enfant entre ses bras et contre son ventre.
2. Un barillet.
3. Un homme nu en traîne de manger une hostie (l'eucharistie sacrilège). Habituellement dans cette représentation l'homme est aussi ithyphallique, ici, le modillon a été martelé entre ses jambes.
4. Un homme habillé en tunique avec capuchon. Ses mains sont sur le ventre et la bouche est grande ouverte.
5. Deux lapins, dont un a perdu la tête.
6. La tête d'un homme barbu et bien coiffé dans un capuchon.
7. Une tête de bœuf qui tient un objet cylindrique entre ses mâchoires.
8. Un exhibitionniste anal.

9. Une croix de Malte.
10. Pointe de diamant.
11. Un homme, tête en bas.
12. Un fleuron.
13. Un oiseau de proie qui tient dans son bec un serpent mordant sa queue.
14. Une exhibitionniste génitale. La femme a perdu sa jambe et avant-bras droit.
15. Un 'fou' (clochettes suspendues à des cornes de son chapeau) qui tient sa barbe bifide avec ses deux mains.
16. Un monstre qui rame un petit coracle en osier.
La majorité des modillons sont romans, quelques-uns (2 : Barillet ; 9 : Croix de Malte ; 10 : Point de diamant, 12 : Fleuron) datent très probablement du remaniement du XVIe siècle. Pour plus de détails : Iconographie des modillons romans.